# Израильская хоккейная лига в сезоне 2017/2018
Израильская хоккейная лига в сезоне 2017/2018 — 27-й сезон чемпионата ИзХЛ и 6-й сезон Высшего дивизиона ИзХЛ.

Михаил Кожевников (ХК Бат-Ям) забрасывает первую шайбу сезона

## Регламент
Команды разыграют однокруговой турнир, затем 8 лучших продолжат соревноваться в Плей-Офф.
При равенстве очков, место команды определяется по результату игры в личной встрече.

## Команды сезона 2017/18
| Команда      | Город         |
| ------------ | ------------- |
| ХК Бат-Ям    | Бат-Ям        |
| Монфорт      | Маалот        |
| Хорсез       | Кфар-Сава     |
| Ришон Дэвилз | Ришон-ле-Цион |
| Ришон-2      | Ришон-ле-Цион |
| Драгонс      | Нес Циона     |
| Хоукс        | Хайфа         |
| КИХШ         | Метула        |
| Ниндзяс      | Холон         |
| Хитмен       | Раанана       |

## Регулярный чемпионат
|  | Команды, выходящие в плей-офф               |
|  | Команда, выбывающая в Лигу леумит 2018/2019 |

### Таблица
| М  | Команда           | И | В | ВО | ПО | П | ШЗ | ШП | РШ  | О  |
| -- | ----------------- | - | - | -- | -- | - | -- | -- | --- | -- |
| 1  | Бат-Ям            | 9 | 8 | 0  | 0  | 1 | 74 | 28 | +46 | 24 |
| 2  | Ришон Дэвилз      | 9 | 8 | 0  | 0  | 1 | 74 | 21 | +53 | 24 |
| 3  | КИХШ              | 9 | 7 | 0  | 0  | 2 | 62 | 22 | +40 | 21 |
| 4  | Хорсез            | 9 | 7 | 0  | 0  | 2 | 67 | 25 | +42 | 21 |
| 5  | Монфорт           | 9 | 5 | 0  | 0  | 4 | 32 | 30 | +2  | 15 |
| 6  | Ниндзяс           | 9 | 4 | 0  | 0  | 5 | 34 | 43 | -9  | 12 |
| 7  | Драгонс Нес Циона | 9 | 3 | 0  | 0  | 6 | 30 | 52 | -22 | 9  |
| 8  | Хитмен            | 9 | 2 | 0  | 0  | 7 | 24 | 53 | -29 | 6  |
| 9  | Ришон-2           | 9 | 1 | 0  | 0  | 8 | 10 | 78 | -68 | 3  |
| 10 | Хоукс             | 9 | 0 | 0  | 0  | 9 | 5  | 60 | -55 | 0  |

### Результаты
| Команда           | Ришон Дэвилз | КИХШ   | Хорсез     | Хитмен     | Монфорт    | Бат-Ям | Драгонс Нес Циона | Ришон-2 | Хоукс  | Ниндзяс |
| ----------------- | ------------ | ------ | ---------- | ---------- | ---------- | ------ | ----------------- | ------- | ------ | ------- |
| Ришон Дэвилз      |              | 6 : 3  | 9 : 3      | 14 : 0     | 5 : 0 (ТП) | 6 : 7  | 9 : 2             | 10 : 2  | 8 : 2  | 7 : 2   |
| КИХШ              | 3 : 6        |        | 5 : 1      | 7 : 1      | 5 : 2      | 6 : 8  | 7 : 3             | 13 : 0  | 8 : 0  | 8 : 1   |
| Хорсез            | 3 : 9        | 1 : 5  |            | 5 : 0 (ТП) | 7 : 1      | 6 : 2  | 14 : 6            | 13 : 2  | 13 : 0 | 5 : 0   |
| Хитмен            | 0 : 14       | 1 : 7  | 0 : 5 (ТП) |            | 2 : 8      | 5 : 6  | 2 : 4             | 8 : 0   | 3 : 1  | 3 : 8   |
| Монфорт           | 0 : 5 (ТП)   | 2 : 5  | 1 : 7      | 8 : 2      |            | 0 : 7  | 6 : 1             | 5 : 0   | 4 : 0  | 6 : 3   |
| Бат-Ям            | 7 : 6        | 8 : 6  | 2 : 6      | 6 : 5      | 7 : 0      |        | 8 : 1             | 14 : 1  | 10 : 0 | 12 : 3  |
| Драгонс Нес Циона | 2 : 9        | 3 : 7  | 6 : 14     | 4 : 2      | 1 : 6      | 1 : 8  |                   | 6 : 1   | 5 : 0  | 2 : 5   |
| Ришон-2           | 2 : 10       | 0 : 13 | 2 : 13     | 0 : 8      | 0 : 5      | 1 : 14 | 1 : 6             |         | 4 : 2  | 0 : 7   |
| Хоукс             | 2 : 8        | 0 : 8  | 0 : 13     | 1 : 3      | 0 : 4      | 0 : 10 | 0 : 5             | 2 : 4   |        | 0 : 5   |
| Ниндзяс           | 2 : 7        | 1 : 8  | 0 : 5      | 8 : 3      | 3 : 6      | 3 : 12 | 5 : 2             | 7 : 0   | 5 : 0  |         |

- При равенстве очков, место команды определяется по результату личной встречи.

### Отчёты о матчах
Время местное (зимнее) (UTC+2).
| 16 октября 2017 22:45 | Хитмен | 5 : 6 (0:1, 2:2, 3:3) | ХК Бат-Ям | Айс Пикс, Холон |

| Отчёт | Отчёт                                      | Отчёт | Отчёт                        | Отчёт                             |
| --- | ------------------------------------------ | --- | ---------------------------- | --------------------------------- |
| |                                            | |                              |                                   |
| | Иоав Регев — 00:00-60:00                   | Вратари | 00:00-60:00 — Максим Гохберг | Судьи: Моше Элькин Семён Якубович |
| | Голы:                                      | |                              | Судьи: Моше Элькин Семён Якубович |
| Элиэзер Тилсон — 21:25 (Стивен Клиш) Иоханатан Марер — 26:17 Элиэзер Тилсон — 49:11 Элиэзер Тилсон — 52:20 Элиэзер Тилсон — 59:11 (Ионатан Шварц, Аарон Розенцвейг) | 0:1 :1 2:1 2:2 2:3 2:4 2:5 2:6 3:6 4:6 5:6 | 16:39 — Михаил Кожевников (И. Гринберг) 28:07 — Михаил Кожевников (Н. Ботболь, А. Верный) 31:05 — Иошуа Гринберг (М. Кожевников, Н. Ботболь) 43:11 — Евгений Натальченко 44:12 — Артём Верный (И. Гринберг) 44:12 — Иошуа Гринберг (А. Верный) |                              | Судьи: Моше Элькин Семён Якубович |
| |                                            | |                              | Судьи: Моше Элькин Семён Якубович |
| |                                            | |                              | Судьи: Моше Элькин Семён Якубович |
| |                                            | |                              | Судьи: Моше Элькин Семён Якубович |
| 33 мин | Штраф                                      | 16 мин |                              | Судьи: Моше Элькин Семён Якубович |
| |                                            | |                              |                                   |
| |                                            | |                              |                                   |

| 20 октября 2017 23:00 | Хорсез | 14 : 6 (6:1, 5:3, 3:2) | Драгонс Нес Циона | Айс Пикс, Холон |

| Отчёт | Отчёт                                                                                   | Отчёт | Отчёт                  | Отчёт                              |
| --- | --------------------------------------------------------------------------------------- | --- | ---------------------- | ---------------------------------- |
| |                                                                                         | |                        |                                    |
| | Ори Шауль — 00:00-60:00                                                                 | Вратари | Розенберг Шай Эран Цур | Судьи: Дмитрий Исаев Алекс Ааронов |
| | Голы:                                                                                   | |                        | Судьи: Дмитрий Исаев Алекс Ааронов |
| Илья Спектор — 02:20 (Бен Хавер) Даниэль Левин — 04:30 Илья Спектор — 07:01 (Бен Хавер) Туваль Ратманский — 08:26 (С. Розенцвейг) Ори Кафри — 10:11 (Д. Путилов) Итай Вайц — 17:20 (Я. Фейгин) Илья Спектор — 26:10 Даниэль Левин — 27:12 (Т. Ратманский) Илья Спектор — 31:15 (Бен Хавер) Даниэль Левин — 35:40 Итай Вайц — 37:54 Бен Хавер — 42:48 (И. Спектор) Итай Вайц — 43:11 (Я. Фейгин) Итай Вайц — 53:10 | 1:0 2:0 3:0 4:0 5:0 5:1 6:1 6:2 6:3 7:3 8:3 9:3 10:3 11:3 11:4 12:4 13:4 13:5 14:5 14:6 | 13:16 — Николай Коломиза 21:06 — Александр Исъянов 21:52 — Николай Коломиза (Ю. Гинди) 38:25 — Кери Складман (Н. Коломиза) 44:01 — Авшалом Сиди (Н. Коломиза) 44:01 — Авшалом Сиди (А. Исъянов) |                        | Судьи: Дмитрий Исаев Алекс Ааронов |
| |                                                                                         | |                        | Судьи: Дмитрий Исаев Алекс Ааронов |
| |                                                                                         | |                        | Судьи: Дмитрий Исаев Алекс Ааронов |
| |                                                                                         | |                        | Судьи: Дмитрий Исаев Алекс Ааронов |
| 0 мин | Штраф                                                                                   | 4 мин |                        | Судьи: Дмитрий Исаев Алекс Ааронов |
| |                                                                                         | |                        |                                    |
| |                                                                                         | |                        |                                    |

| 27 октября 2017 20:45 | Хоукс | 0 : 5 (0:0, 0:2, 0:3) | Драгонс Нес Циона | Канада-Центр, Метула |

| Отчёт | Отчёт                       | Отчёт | Отчёт                  | Отчёт                                      |
| ----- | --------------------------- | --- | ---------------------- | ------------------------------------------ |
|       |                             | |                        |                                            |
|       | Борис Амромин — 00:00-60:00 | Вратари | Розенберг Шай Эран Цур | Судьи: Евгений Гришенко Александр Столяров |
|       | Голы:                       | |                        | Судьи: Евгений Гришенко Александр Столяров |
|       | 0:1 0:2 0:3 0:4 0:5         | 37:05 — Юваль Гинди (Томер Шайн, Итай Биндер) 39:10 — Авшалом Сиди (Раз Шрайер, Омри Корен Фельд) 40:55 — Кери Склпдман (Омри Корен Фельд) 57:45 — Николай Коломиза 59:43 — Томер Шайн (Авшалом Сиди) |                        | Судьи: Евгений Гришенко Александр Столяров |
|       |                             | |                        | Судьи: Евгений Гришенко Александр Столяров |
|       |                             | |                        | Судьи: Евгений Гришенко Александр Столяров |
|       |                             | |                        | Судьи: Евгений Гришенко Александр Столяров |
| 2 мин | Штраф                       | 2 мин |                        | Судьи: Евгений Гришенко Александр Столяров |
|       |                             | |                        |                                            |
|       |                             | |                        |                                            |

| 27 октября 2017 23:00 | Ришон-2 | 0 : 7 (0:2, 0:3, 0:4) | Ниндзяс | Айс Пикс, Холон |

| Отчёт | Отчёт                       | Отчёт | Отчёт                         | Отчёт                               |
| ----- | --------------------------- | --- | ----------------------------- | ----------------------------------- |
|       |                             | |                               |                                     |
|       | Артём Логинов Надав Ной     | Вратари | 00:00 — 60:00 — Евгений Гусин | Судьи: Виктор Воробьёв Илья Спектор |
|       | Голы:                       | |                               | Судьи: Виктор Воробьёв Илья Спектор |
|       | 0:1 0:2 0:3 0:4 0:5 0:6 0:7 | 04:02 — Илья Левин (Илья Асеев) 15:09 — Евгений Мохов (Дмитрий Муратов) 21:10 — Сергей Якель 29:30 — Дмитрий Муратов 34:17 — Евгений Мохов 45:37 — Илья Берман 54:29 — Евгений Мохов (Дмитрий Муратов) |                               | Судьи: Виктор Воробьёв Илья Спектор |
|       |                             | |                               | Судьи: Виктор Воробьёв Илья Спектор |
|       |                             | |                               | Судьи: Виктор Воробьёв Илья Спектор |
|       |                             | |                               | Судьи: Виктор Воробьёв Илья Спектор |
| 4 мин | Штраф                       | 2 мин |                               | Судьи: Виктор Воробьёв Илья Спектор |
|       |                             | |                               |                                     |
|       |                             | |                               |                                     |

| 3 ноября 2017 19:30 | Монфорт | 2 : 5 (0:1, 1:3, 1:1) | КИХШ | Канада-Центр, Метула |

| Отчёт                                                                         | Отчёт                      | Отчёт | Отчёт | Отчёт                                   |
| ----------------------------------------------------------------------------- | -------------------------- | --- | ----- | --------------------------------------- |
|                                                                               |                            | |       |                                         |
|                                                                               |                            | |       | Судьи: Александр Столяров Борис Амромин |
|                                                                               | Голы:                      | |       |                                         |
| Дотан Годштейн — 20:45 (Дан Гофман) Денис Козев — 57:40 (Даниэль Голодницкий) | 0:1 :1 1:2 1:3 1:4 1:5 2:5 | 13:01 — Рон Вайнштейн (Майкл Мазейка) 30:36 — Майкл Мазейка 32:35 — Даниэль Лонкри 34:22 — Даниэль Лонкри 52:55 — Евгений Книтер |       |                                         |
|                                                                               |                            | |       |                                         |
|                                                                               |                            | |       |                                         |
|                                                                               |                            | |       |                                         |
| 20 мин                                                                        | Штраф                      | 20 мин |       |                                         |
|                                                                               |                            | |       |                                         |
|                                                                               |                            | |       |                                         |

| 3 ноября 2017 23:00 | Ришон Дэвилз | 9 : 2 (4:0, 5:2, 0:0) | Драгонс Нес Циона | Айс Пикс, Холон |

| Отчёт | Отчёт                                       | Отчёт                                                                                | Отчёт                  | Отчёт                               |
| --- | ------------------------------------------- | ------------------------------------------------------------------------------------ | ---------------------- | ----------------------------------- |
| |                                             |                                                                                      |                        |                                     |
| | Александр Логинов Нир Тихон                 | Вратари                                                                              | Шай Розенберг Эран Цур | Судьи: Виктор Воробьёв Илья Спектор |
| | Голы:                                       |                                                                                      |                        | Судьи: Виктор Воробьёв Илья Спектор |
| Евгений Маргулис — 06:21 Маор Шерф — 11:50 Виталий Шефер — 14:40 (Илья Динов, Евгений Грищенко) Даниэль Марзико — 16:50 Даниэль Меркулов — 27:09 Антон Кривобрюхов — 33:10 (Е. Маргулис) Антон Кривобрюхов — 37:28 Антон Кривобрюхов — 38:10 (И. Динов) Евгений Маргулис — 39:12 | 1:0 2:0 3:0 4:0 4:1 5:1 5:2 6:2 7:2 8:2 9:2 | 26:06 — Томер Шайн (Николай Коломиза) 31:14 — Александр Исъянов (Александр Казанцев) |                        | Судьи: Виктор Воробьёв Илья Спектор |
| |                                             |                                                                                      |                        | Судьи: Виктор Воробьёв Илья Спектор |
| |                                             |                                                                                      |                        | Судьи: Виктор Воробьёв Илья Спектор |
| |                                             |                                                                                      |                        | Судьи: Виктор Воробьёв Илья Спектор |
| 8 мин | Штраф                                       | 8 мин                                                                                |                        | Судьи: Виктор Воробьёв Илья Спектор |
| |                                             |                                                                                      |                        |                                     |
| |                                             |                                                                                      |                        |                                     |

| 10 ноября 2017 19:45 | КИХШ | 5 : 1 (2:1, 0:0, 3:0) | Хорсез | Канада-Центр, Метула |

| Отчёт | Отчёт                       | Отчёт                                             | Отчёт                   | Отчёт                                 |
| --- | --------------------------- | ------------------------------------------------- | ----------------------- | ------------------------------------- |
| |                             |                                                   |                         |                                       |
| | Авиху Сороцки — 00:00-60:00 | Вратари                                           | 00:00-60:00 — Ори Шауль | Судьи: Евгений Грищенко Борис Амромин |
| | Голы:                       |                                                   |                         | Судьи: Евгений Грищенко Борис Амромин |
| Михаэль Горовиц — 09:13 (Майкл Мазейка) Рон Вайнштейн — 10:22 (Евгений Книтер) Майкл Мазейка — 50:32 (Вадим Афонин, Майас Сабаг) Михаэль Горовиц — 53:53 Бен Черни — 59:35 | 1:0 2:0 2:1 3:1 4:1 5:1     | 11:48 — Илья Спектор (Бен Хавер, Виктор Воробьёв) |                         | Судьи: Евгений Грищенко Борис Амромин |
| |                             |                                                   |                         | Судьи: Евгений Грищенко Борис Амромин |
| |                             |                                                   |                         | Судьи: Евгений Грищенко Борис Амромин |
| |                             |                                                   |                         | Судьи: Евгений Грищенко Борис Амромин |
| 4 мин | Штраф                       | 8 мин                                             |                         | Судьи: Евгений Грищенко Борис Амромин |
| |                             |                                                   |                         |                                       |
| |                             |                                                   |                         |                                       |

| 10 ноября 2017 23:00 | ХК Бат-Ям | 14 : 1 (3:1, 6:0, 5:0) | Ришон-2 | Айс Пикс, Холон |

| Отчёт | Отчёт                                                            | Отчёт                   | Отчёт                   | Отчёт                             |
| --- | ---------------------------------------------------------------- | ----------------------- | ----------------------- | --------------------------------- |
| |                                                                  |                         |                         |                                   |
| | Максим Гохберг — 00:00-60:00                                     | Вратари                 | Артём Логинов Надав Ной | Судьи: Алон Каплун Семён Якубович |
| | Голы:                                                            |                         |                         | Судьи: Алон Каплун Семён Якубович |
| Остап Родичев - 04:16 (Евгений Натальченко) Иошуа Гринберг - 09:25 (А. Верный, Н. Ботболь) Иошуа Гринберг - 12:24 (А. Верный) Иошуа Гринберг - 21:31 (А. Верный) Иошуа Гринберг - 26:04 (А. Верный) Артём Верный - 33:52 (И. Гринберг) Артём Верный - 35:45 (И. Гринберг) Ян Юмашев - 36:48 Иошуа Гринберг - 38:37 (А. Верный) Артём Верный - 41:10 (И. Гринберг) Артём Верный - 42:38 (Н. Ботболь) Артём Верный - 58:41 (Н. Ботболь) Остап Родичев - 59:10 (А. Верный) Артём Верный - 59:40 (И. Гринберг, Е. Натальченко) | 1:0 1:1 2:1 3:1 4:1 5:1 6:1 7:1 8:1 9:1 10:1 11:1 12:1 13:1 14:1 | 06:23 — Валерий Вайсман |                         | Судьи: Алон Каплун Семён Якубович |
| |                                                                  |                         |                         | Судьи: Алон Каплун Семён Якубович |
| |                                                                  |                         |                         | Судьи: Алон Каплун Семён Якубович |
| |                                                                  |                         |                         | Судьи: Алон Каплун Семён Якубович |
| 2 мин | Штраф                                                            | 0 мин                   |                         | Судьи: Алон Каплун Семён Якубович |
| |                                                                  |                         |                         |                                   |
| |                                                                  |                         |                         |                                   |

| 17 ноября 2017 20:45 | Ришон-2 | 0 : 13 (0:4, 0:6, 0:3) | КИХШ | Канада-Центр, Метула |

| Отчёт | Отчёт                                                   | Отчёт | Отчёт                       | Отчёт                                                       |
| ----- | ------------------------------------------------------- | --- | --------------------------- | ----------------------------------------------------------- |
|       |                                                         | |                             |                                                             |
|       | Артём Логинов Надав Ной                                 | Вратари | 00:00-60:00 — Авиху Сороцки | Судьи: Евгений Гришенко Александр Столяров Дмитрий Столяров |
|       | Голы:                                                   | |                             | Судьи: Евгений Гришенко Александр Столяров Дмитрий Столяров |
|       | 0:1 0:2 0:3 0:4 0:5 0:6 0:7 0:8 0:9 0:10 0:11 0:12 0:13 | 08:58 — Майас Сабаг (Шарон Иосиф, Михаэль Горовиц) 10:12 — Рон Вайнштейн (Амит Вингерд) 13:50 — Евгений Книтер — (Рон Вайнштейн, Амит Вингерд) 15:56 — Майкл Мазейка (Шай Маарави, Майас Сабаг) 24:26 — Михаэль Горовиц (Шай Маарави, Майкл Мазейка) 27:54 — Михаэль Горовиц (Шай Маарави, Майкл Мазейка) 32:12 — Михаэль Горовиц (Майкл Мазейка) 34:51 — Майкл Мазейка (Михаэль Горовиц, Майас Сабаг) 36:17 — Амит Вингерд (Евгений Книтер, Рон Вайнштейн) 37:44 — Майас Сабаг (Майкл Мазейка, Михаэль Горовиц) 45:20 — Михаэль Горовиц (Майкл Мазейка, Евгений Книтер) 49:55 — Амит Вингерд 51:34 — Майкл Мазейка (Михаэль Горовиц, Майас Сабаг) |                             | Судьи: Евгений Гришенко Александр Столяров Дмитрий Столяров |
|       |                                                         | |                             | Судьи: Евгений Гришенко Александр Столяров Дмитрий Столяров |
|       |                                                         | |                             | Судьи: Евгений Гришенко Александр Столяров Дмитрий Столяров |
|       |                                                         | |                             | Судьи: Евгений Гришенко Александр Столяров Дмитрий Столяров |
| 4 мин | Штраф                                                   | 0 мин |                             | Судьи: Евгений Гришенко Александр Столяров Дмитрий Столяров |
|       |                                                         | |                             |                                                             |
|       |                                                         | |                             |                                                             |

| 17 ноября 2017 23:30 | Ниндзяс | 5 : 0 (0:0, 3:0, 2:0) | Хоукс | Айс Пикс, Холон |

| Отчёт | Отчёт                         | Отчёт   | Отчёт                         | Отчёт                              |
| --- | ----------------------------- | ------- | ----------------------------- | ---------------------------------- |
| |                               |         |                               |                                    |
| | Евгений Гусин — 00:00 — 60:00 | Вратари | 00:00 — 60:00 — Борис Амромин | Судьи: Виктор Воробьёв Гай Эйн Дор |
| | Голы:                         |         |                               | Судьи: Виктор Воробьёв Гай Эйн Дор |
| Зив Шарон — 22:45 (Илья Левин) Дмитрий Муратов — 26:00 (Евгений Мохов) Евгений Мохов — 35:20 Евгений Мохов — 48:50 (Сергей Якель) Евгений Мохов — 49:00 | 1:0 2:0 3:0 4:0 5:0           |         |                               | Судьи: Виктор Воробьёв Гай Эйн Дор |
| |                               |         |                               | Судьи: Виктор Воробьёв Гай Эйн Дор |
| |                               |         |                               | Судьи: Виктор Воробьёв Гай Эйн Дор |
| |                               |         |                               | Судьи: Виктор Воробьёв Гай Эйн Дор |
| 8 мин | Штраф                         | 12 мин  |                               | Судьи: Виктор Воробьёв Гай Эйн Дор |
| |                               |         |                               |                                    |
| |                               |         |                               |                                    |

| 24 ноября 2017 19:30 | Монфорт | 6 : 1 (2:0, 2:0, 2:1) | Драгонс Нес Циона | Канада-Центр, Метула |

| Отчёт | Отчёт                            | Отчёт                               | Отчёт                 | Отчёт                                                                       |
| --- | -------------------------------- | ----------------------------------- | --------------------- | --------------------------------------------------------------------------- |
| |                                  |                                     |                       |                                                                             |
| | Вахтанг Цинцадзе — 00:00 — 60:00 | Вратари                             | Лиам Гуровец Эран Цур | Судья: Евгений Грищенко Линейные судьи: Александр Столяров Дмитрий Столяров |
| | Голы:                            |                                     |                       | Судья: Евгений Грищенко Линейные судьи: Александр Столяров Дмитрий Столяров |
| Денис Козев — 04:00 (Д. Голодницкий) Гитай Чернин — 16:00 (Д. Голодницкий, А. Булахов) Денис Козев — 25:30 (Г. Чернин) Антон Булахов — 34:00 (Г. Чернин) Дан Гофман — 56:30 (Д. Козев, А. Булахов) Дан Гофман — 58:00 | 1:0 2:0 3:0 4:0 4:1 5:1 6:1      | 44:00 — Том Берлинерблау (Т. Ландо) |                       | Судья: Евгений Грищенко Линейные судьи: Александр Столяров Дмитрий Столяров |
| |                                  |                                     |                       | Судья: Евгений Грищенко Линейные судьи: Александр Столяров Дмитрий Столяров |
| |                                  |                                     |                       | Судья: Евгений Грищенко Линейные судьи: Александр Столяров Дмитрий Столяров |
| |                                  |                                     |                       | Судья: Евгений Грищенко Линейные судьи: Александр Столяров Дмитрий Столяров |
| 0 мин | Штраф                            | 2 мин                               |                       | Судья: Евгений Грищенко Линейные судьи: Александр Столяров Дмитрий Столяров |
| |                                  |                                     |                       |                                                                             |
| |                                  |                                     |                       |                                                                             |

| 1 декабря 2017 19:30 | КИХШ | 8 : 1 (2:0, 2:1, 4:0) | Ниндзяс | Канада-Центр, Метула |

| Отчёт | Отчёт                               | Отчёт                                                 | Отчёт                         | Отчёт                                           |
| --- | ----------------------------------- | ----------------------------------------------------- | ----------------------------- | ----------------------------------------------- |
| |                                     |                                                       |                               |                                                 |
| | Авиху Сороцки — 00:00-60:00         | Вратари                                               | 00:00 — 60:00 — Евгений Гусин | Судьи: Евгений Грищенко Борис Амромин Cидакевич |
| | Голы:                               |                                                       |                               | Судьи: Евгений Грищенко Борис Амромин Cидакевич |
| Бен Хедебо Черни — 05:50 (Михаэль Горовиц, Евгений Книтер) Вадим Афонин — 13:03 (Евгений Книтер, Шай Маарави) Эхаб Халаби — 21:32 (Гай Тамир, Максим Башинский) Бен Хедебо Черни — 24:47 (Майас Сабаг, Евгений Книтер) Бен Хедебо Черни — 48:51 (Михаэль Горовиц, Майас Сабаг) Даниэль Лонкри — 51:01 (Амит Вингерд, Евгений Книтер) Галь Тамир — 52:20 (Максим Башинский) Даниэль Лонкри — 58:28 | 1:0 2:0 2:1 3:1 4:1 5:1 6:1 7:1 8:1 | 20:40 — Сергей Якель (Дмитрий Муратов, Евгений Мохов) |                               | Судьи: Евгений Грищенко Борис Амромин Cидакевич |
| |                                     |                                                       |                               | Судьи: Евгений Грищенко Борис Амромин Cидакевич |
| |                                     |                                                       |                               | Судьи: Евгений Грищенко Борис Амромин Cидакевич |
| |                                     |                                                       |                               | Судьи: Евгений Грищенко Борис Амромин Cидакевич |
| 4 мин | Штраф                               | 14 мин                                                |                               | Судьи: Евгений Грищенко Борис Амромин Cидакевич |
| |                                     |                                                       |                               |                                                 |
| |                                     |                                                       |                               |                                                 |

| 1 декабря 2017 22:15 | Хорсез | 13 : 2 (6:0, 3:1, 4:1) | Ришон-2 | Айс Пикс, Холон |

| Отчёт | Отчёт                                                            | Отчёт                                                           | Отчёт                   | Отчёт                                  |
| --- | ---------------------------------------------------------------- | --------------------------------------------------------------- | ----------------------- | -------------------------------------- |
| |                                                                  |                                                                 |                         |                                        |
| | Ори Кафри Даниил Елисеев                                         | Вратари                                                         | Артём Логинов Надав Ной | Судьи: Семён Якубович Арсений Бондарёв |
| | Голы:                                                            |                                                                 |                         | Судьи: Семён Якубович Арсений Бондарёв |
| Илья Спектор — 06:25 (Виктор Воробьёв) Нир Вег — 08:04 (Ори Кафри, В. Воробьёв) Виктор Воробьёв — 11:51 (И. Спектор) Илья Спектор — 12:34 (Н.Вег) Даниэль Левин — 13:52 (И. Спектор, В. Воробьёв) Нир Вег — 19:01 (Яэль Фейгин) Ори Кафри — 27:21 (В. Воробьёв) Илья Спектор — 28:44 (В. Воробьёв) Ори Кафри — 32:51 (Туваль Ратманский, Виктор Воробьёв) Илья Спектор — 45:03 (В. Воробьёв) Виктор Воробьёв — 46:24 Яэль Фейгин — 49:11 (Н.Вег) Виктор Воробьёв — 57:03 | 1:0 2:0 3:0 4:0 5:0 6:0 7:0 8:0 9:0 9:1 10:1 11:1 12:1 12:2 13:2 | 39:45 - Алексей Копошко (Давид Ханукаев) 55:13 - Давид Ханукаев |                         | Судьи: Семён Якубович Арсений Бондарёв |
| |                                                                  |                                                                 |                         | Судьи: Семён Якубович Арсений Бондарёв |
| |                                                                  |                                                                 |                         | Судьи: Семён Якубович Арсений Бондарёв |
| |                                                                  |                                                                 |                         | Судьи: Семён Якубович Арсений Бондарёв |
| 2 мин | Штраф                                                            | 2 мин                                                           |                         | Судьи: Семён Якубович Арсений Бондарёв |
| |                                                                  |                                                                 |                         |                                        |
| |                                                                  |                                                                 |                         |                                        |

| 4 декабря 2017 22:45 | Хитмен | 2 : 4 (0:2, 2:1, 0:1) | Драгонс Нес Циона | Айс Пикс, Холон |

| Отчёт                                                       | Отчёт                      | Отчёт | Отчёт                        | Отчёт                               |
| ----------------------------------------------------------- | -------------------------- | --- | ---------------------------- | ----------------------------------- |
|                                                             |                            | |                              |                                     |
|                                                             | Иоав Регев — 00:00 — 60:00 | Вратари | 00:00 — 60:00 — Лиам Горовец | Судьи: Моше Элькин Арсений Бондарёв |
|                                                             | Голы:                      | |                              | Судьи: Моше Элькин Арсений Бондарёв |
| Иоханатан Марер — 27:40 (Яков Сакс) Джаред Аккерман — 35:10 | 0:1 0:2 1:2 1:3 2:3 2:4    | 09:30 — Николай Коломиза (Юваль Гинди) 14:40 — Николай Коломиза 29:10 — Николай Коломиза (Томер Шайн) 56:40 — Томер Шайн (Н. Коломиза) |                              | Судьи: Моше Элькин Арсений Бондарёв |
|                                                             |                            | |                              | Судьи: Моше Элькин Арсений Бондарёв |
|                                                             |                            | |                              | Судьи: Моше Элькин Арсений Бондарёв |
|                                                             |                            | |                              | Судьи: Моше Элькин Арсений Бондарёв |
| 6 мин                                                       | Штраф                      | 6 мин |                              | Судьи: Моше Элькин Арсений Бондарёв |
|                                                             |                            | |                              |                                     |
|                                                             |                            | |                              |                                     |

| 8 декабря 2017 19:00 | Монфорт | 4 : 0 (2:0, 2:0, 0:0) | Хоукс | Канада-Центр, Метула |

| Отчёт | Отчёт                            | Отчёт   | Отчёт                         | Отчёт                                                                       |
| --- | -------------------------------- | ------- | ----------------------------- | --------------------------------------------------------------------------- |
| |                                  |         |                               |                                                                             |
| | Вахтанг Цинцадзе — 00:00 — 60:00 | Вратари | 00:00 — 60:00 — Борис Амромин | Судья: Евгений Грищенко Линейные судьи: Александр Столяров Дмитрий Столяров |
| | Голы:                            |         |                               | Судья: Евгений Грищенко Линейные судьи: Александр Столяров Дмитрий Столяров |
| Итай Бен Тов — 00:16 (Антон Булахов) Денис Райтер — 19:39 Даниэль Голодницкий — 32:35 (И. Бен Тов, Денис Козев) Даниэль Голодницкий — 35:57 (Д. Райтер, И. Бен Тов) | 1:0 2:0 3:0 4:0                  |         |                               | Судья: Евгений Грищенко Линейные судьи: Александр Столяров Дмитрий Столяров |
| |                                  |         |                               | Судья: Евгений Грищенко Линейные судьи: Александр Столяров Дмитрий Столяров |
| |                                  |         |                               | Судья: Евгений Грищенко Линейные судьи: Александр Столяров Дмитрий Столяров |
| |                                  |         |                               | Судья: Евгений Грищенко Линейные судьи: Александр Столяров Дмитрий Столяров |
| 2 мин | Штраф                            | 8 мин   |                               | Судья: Евгений Грищенко Линейные судьи: Александр Столяров Дмитрий Столяров |
| |                                  |         |                               |                                                                             |
| |                                  |         |                               |                                                                             |

| 8 декабря 2017 22:15 | Хорсез | 5 : 0 (2:0, 3:0, 0:0) | Ниндзяс | Айс Пикс, Холон |

| Отчёт | Отчёт                          | Отчёт   | Отчёт                         | Отчёт                                  |
| --- | ------------------------------ | ------- | ----------------------------- | -------------------------------------- |
| |                                |         |                               |                                        |
| | Даниил Елисеев — 00:00 — 60:00 | Вратари | 00:00 — 60:00 — Евгений Гусин | Судьи: Семён Якубович Арсений Бондарёв |
| | Голы:                          |         |                               | Судьи: Семён Якубович Арсений Бондарёв |
| Нир Вег — 05:30 (Виктор Воробьёв) Даниэль Левин — 15:15 (Яэль Фейгин) Илья Спектор — 27:45 (Дмитрий Путилов, Виктор Воробьёв) Илья Спектор — 30:43 (Бен Вайцман) Виктор Воробьёв — 31:50 (И. Спектор) | 1:0 2:0 3:0 4:0 5:0            |         |                               | Судьи: Семён Якубович Арсений Бондарёв |
| |                                |         |                               | Судьи: Семён Якубович Арсений Бондарёв |
| |                                |         |                               | Судьи: Семён Якубович Арсений Бондарёв |
| |                                |         |                               | Судьи: Семён Якубович Арсений Бондарёв |
| |                                |         |                               | Судьи: Семён Якубович Арсений Бондарёв |
| |                                |         |                               |                                        |

| 22 декабря 2017 23:30 | Ришон-2 | 2 : 10 (0:3, 1:2, 1:5) | Ришон Дэвилз | Айс Пикс, Холон |

| Отчёт                                                                | Отчёт                                            | Отчёт | Отчёт                             | Отчёт                                    |
| -------------------------------------------------------------------- | ------------------------------------------------ | --- | --------------------------------- | ---------------------------------------- |
|                                                                      |                                                  | |                                   |                                          |
|                                                                      | Артём Логинов Надав Ной                          | Вратари | 00:00 — 60:00 — Александр Логинов | Судьи: Виктор Воробьёв Аркадий Хабинский |
|                                                                      | Голы:                                            | |                                   | Судьи: Виктор Воробьёв Аркадий Хабинский |
| Таль Браунштейн - 24:50 (Алексей Джокаридзе) Таль Браунштейн - 44:45 | 0:1 0:2 0:3 0:4 1:4 1:5 2:5 2:6 2:7 2:8 2:9 2:10 | 02:30 - Нир Шетрит (Даниэль Марзико) 06:10 - Даниэль Меркулов (Арсений Бондарёв, Даниэль Марзико) 12:40 - Арсений Бондарёв (Маор Шерф) 24:10 - Маор Шерф (А. Бондарёв) 30:40 - Маор Шерф (Авраам Ибрагимов) 39:10 - Евгений Грищенко (Арсений Бондарёв, Илья Динов) 53:00 - Даниэль Меркулов (А. Бондарёв) 58:20 - Авраам Ибрагимов (Арсений Бондарёв, Евгений Маргулис) Илья Динов — 58:50 (Е. Грищенко) Илья Динов — 59:00 (Е. Грищенко) |                                   | Судьи: Виктор Воробьёв Аркадий Хабинский |
|                                                                      |                                                  | |                                   | Судьи: Виктор Воробьёв Аркадий Хабинский |
|                                                                      |                                                  | |                                   | Судьи: Виктор Воробьёв Аркадий Хабинский |
|                                                                      |                                                  | |                                   | Судьи: Виктор Воробьёв Аркадий Хабинский |
| 0 мин                                                                | Штраф                                            | 0 мин |                                   | Судьи: Виктор Воробьёв Аркадий Хабинский |
|                                                                      |                                                  | |                                   |                                          |
|                                                                      |                                                  | |                                   |                                          |

| 29 декабря 2017 23:30 | Ришон Дэвилз | 7 : 2 (4:1, 2:0, 1:1) | Ниндзяс | Айс Пикс, Холон |

| Отчёт | Отчёт | Отчёт | Отчёт | Отчёт                                    |
| ----- | ----- | ----- | ----- | ---------------------------------------- |
|       |       |       |       |                                          |
|       |       |       |       | Судьи: Виктор Воробьёв Аркадий Хабинский |
|       |       |       |       |                                          |
|       |       |       |       |                                          |
|       |       |       |       |                                          |
|       |       |       |       |                                          |
|       |       |       |       |                                          |
| 0 мин | Штраф | 0 мин |       |                                          |
|       |       |       |       |                                          |
|       |       |       |       |                                          |

| 5 января 2018 22:15 | Ришон Дэвилз | 9 : 3 (2:1, 2:1, 5:1) | Хорсез | Айс Пикс, Холон |

| Отчёт  | Отчёт | Отчёт  | Отчёт | Отчёт                                 |
| ------ | ----- | ------ | ----- | ------------------------------------- |
|        |       |        |       |                                       |
|        |       |        |       | Судьи: Виктор Воробьёв Семён Якубович |
|        |       |        |       |                                       |
|        |       |        |       |                                       |
|        |       |        |       |                                       |
|        |       |        |       |                                       |
|        |       |        |       |                                       |
| 24 мин | Штраф | 10 мин |       |                                       |
|        |       |        |       |                                       |
|        |       |        |       |                                       |

| 12 января 2018 18:00 | Хорсез | 7 : 1 (2:0, 3:0,2:1) | Монфорт | Канада-Центр, Метула |

| Отчёт | Отчёт | Отчёт | Отчёт | Отчёт                   |
| ----- | ----- | ----- | ----- | ----------------------- |
|       |       |       |       |                         |
|       |       |       |       | Судья: Дмитрий Столяров |
|       |       |       |       |                         |
|       |       |       |       |                         |
|       |       |       |       |                         |
|       |       |       |       |                         |
|       |       |       |       |                         |
| 6 мин | Штраф | 4 мин |       |                         |
|       |       |       |       |                         |
|       |       |       |       |                         |

| 12 января 2018 19:50 | Хорсез | 13 : 0 (5:0, 5:0, 3:0) | Хоукс | Канада-Центр, Метула |

| Отчёт | Отчёт | Отчёт | Отчёт | Отчёт                   |
| ----- | ----- | ----- | ----- | ----------------------- |
|       |       |       |       |                         |
|       |       |       |       | Судья: Дмитрий Столяров |
|       |       |       |       |                         |
|       |       |       |       |                         |
|       |       |       |       |                         |
|       |       |       |       |                         |
|       |       |       |       |                         |
| 0 мин | Штраф | 0 мин |       |                         |
|       |       |       |       |                         |
|       |       |       |       |                         |

| 12 января 22:15 | КИХШ | 3 : 6 (1:3, 0:2, 2:1) | Ришон Дэвилз | Айс Пикс, Холон |

| Отчёт | Отчёт | Отчёт | Отчёт | Отчёт                                |
| ----- | ----- | ----- | ----- | ------------------------------------ |
|       |       |       |       |                                      |
|       |       |       |       | Судьи: Семён Якубович Максим Гохберг |
|       |       |       |       |                                      |
|       |       |       |       |                                      |
|       |       |       |       |                                      |
|       |       |       |       |                                      |
|       |       |       |       |                                      |
| 0 мин | Штраф | 6 мин |       |                                      |
|       |       |       |       |                                      |
|       |       |       |       |                                      |

| 15 января 2018 22:45 | Хитмен | 8 : 0 (1:0, 3:0, 4:0) | Ришон-2 | Айс Пикс, Холон |

| Отчёт | Отчёт | Отчёт | Отчёт | Отчёт                                 |
| ----- | ----- | ----- | ----- | ------------------------------------- |
|       |       |       |       |                                       |
|       |       |       |       | Судьи: Виктор Воробьёв Максим Гохберг |
|       |       |       |       |                                       |
|       |       |       |       |                                       |
|       |       |       |       |                                       |
|       |       |       |       |                                       |
|       |       |       |       |                                       |
| 4 мин | Штраф | 2 мин |       |                                       |
|       |       |       |       |                                       |
|       |       |       |       |                                       |

| 2 февраля 2018 22:00 | КИХШ | 6 : 8 (3:2, 2:4, 1:2) | ХК Бат-Ям | Айс Пикс, Холон |

| Отчёт  | Отчёт                       | Отчёт   | Отчёт                        | Отчёт                                    |
| ------ | --------------------------- | ------- | ---------------------------- | ---------------------------------------- |
|        |                             |         |                              |                                          |
|        | Авиху Сороцки — 00:00-60:00 | Вратари | 00:00-60:00 — Максим Гохберг | Судьи: Виктор Воробьёв Аркадий Хабинский |
|        |                             |         |                              | Судьи: Виктор Воробьёв Аркадий Хабинский |
|        |                             |         |                              | Судьи: Виктор Воробьёв Аркадий Хабинский |
|        |                             |         |                              | Судьи: Виктор Воробьёв Аркадий Хабинский |
|        |                             |         |                              | Судьи: Виктор Воробьёв Аркадий Хабинский |
|        |                             |         |                              | Судьи: Виктор Воробьёв Аркадий Хабинский |
| 16 мин | Штраф                       | 6 мин   |                              | Судьи: Виктор Воробьёв Аркадий Хабинский |
|        |                             |         |                              |                                          |
|        |                             |         |                              |                                          |

| 2 февраля 2018 23:30 | КИХШ | 7 : 3 (2:2, 1:0, 4:1) | Драгонс Нес Циона | Айс Пикс, Холон |

| Отчёт | Отчёт                       | Отчёт   | Отчёт                  | Отчёт                                    |
| ----- | --------------------------- | ------- | ---------------------- | ---------------------------------------- |
|       |                             |         |                        |                                          |
|       | Авиху Сороцки — 00:00-60:00 | Вратари | Шай Розенберг Эран Цур | Судьи: Виктор Воробьёв Аркадий Хабинский |
|       |                             |         |                        | Судьи: Виктор Воробьёв Аркадий Хабинский |
|       |                             |         |                        | Судьи: Виктор Воробьёв Аркадий Хабинский |
|       |                             |         |                        | Судьи: Виктор Воробьёв Аркадий Хабинский |
|       |                             |         |                        | Судьи: Виктор Воробьёв Аркадий Хабинский |
|       |                             |         |                        | Судьи: Виктор Воробьёв Аркадий Хабинский |
| 6 мин | Штраф                       | 2 мин   |                        | Судьи: Виктор Воробьёв Аркадий Хабинский |
|       |                             |         |                        |                                          |
|       |                             |         |                        |                                          |

| 9 февраля 2018 18:00 | КИХШ | 8 : 0 (3:0, 2:0, 3:0) | Хоукс | Канада-Центр, Метула |

| Отчёт  | Отчёт                       | Отчёт   | Отчёт                       | Отчёт                                      |
| ------ | --------------------------- | ------- | --------------------------- | ------------------------------------------ |
|        |                             |         |                             |                                            |
|        | Авиху Сороцки — 00:00-60:00 | Вратари | 00:00-60:00 — Борис Амромин | Судьи: Дмитрий Столяров Александр Столяров |
|        |                             |         |                             | Судьи: Дмитрий Столяров Александр Столяров |
|        |                             |         |                             | Судьи: Дмитрий Столяров Александр Столяров |
|        |                             |         |                             | Судьи: Дмитрий Столяров Александр Столяров |
|        |                             |         |                             | Судьи: Дмитрий Столяров Александр Столяров |
|        |                             |         |                             | Судьи: Дмитрий Столяров Александр Столяров |
| 29 мин | Штраф                       | 6 мин   |                             | Судьи: Дмитрий Столяров Александр Столяров |
|        |                             |         |                             |                                            |
|        |                             |         |                             |                                            |

| 9 февраля 2018 22:15 | Драгонс Нес Циона | 6 : 1 (2:1, 2:0, 2:0) | Ришон-2 | Айс Пикс, Холон |

| Отчёт | Отчёт                       | Отчёт   | Отчёт                   | Отчёт                              |
| ----- | --------------------------- | ------- | ----------------------- | ---------------------------------- |
|       |                             |         |                         |                                    |
|       | Шай Розенберг — 00:00-60:00 | Вратари | Артём Логинов Надав Ной | Судьи: Виктор Воробьёв Гай Эйн Дор |
|       |                             |         |                         | Судьи: Виктор Воробьёв Гай Эйн Дор |
|       |                             |         |                         | Судьи: Виктор Воробьёв Гай Эйн Дор |
|       |                             |         |                         | Судьи: Виктор Воробьёв Гай Эйн Дор |
|       |                             |         |                         | Судьи: Виктор Воробьёв Гай Эйн Дор |
|       |                             |         |                         | Судьи: Виктор Воробьёв Гай Эйн Дор |
| 0 мин | Штраф                       | 2 мин   |                         | Судьи: Виктор Воробьёв Гай Эйн Дор |
|       |                             |         |                         |                                    |
|       |                             |         |                         |                                    |

| 16 февраля 2018 19:30 | Ришон Дэвилз | 8 : 2 (3:0, 3:1, 2:1) | Хоукс | Канада-Центр, Метула |

| Отчёт | Отчёт                             | Отчёт   | Отчёт                       | Отчёт                   |
| ----- | --------------------------------- | ------- | --------------------------- | ----------------------- |
|       |                                   |         |                             |                         |
|       | Александр Логинов — 00:00 — 60:00 | Вратари | 00:00-60:00 — Борис Амромин | Судья: Дмитрий Столяров |
|       |                                   |         |                             | Судья: Дмитрий Столяров |
|       |                                   |         |                             | Судья: Дмитрий Столяров |
|       |                                   |         |                             | Судья: Дмитрий Столяров |
|       |                                   |         |                             | Судья: Дмитрий Столяров |
|       |                                   |         |                             | Судья: Дмитрий Столяров |
| 2 мин | Штраф                             | 2 мин   |                             | Судья: Дмитрий Столяров |
|       |                                   |         |                             |                         |
|       |                                   |         |                             |                         |

| 16 февраля 2018 20:45 | Ришон-2 | 0 : 5 (0:3, 0:1, 0:1) | Монфорт | Канада-Центр, Метула |

| Отчёт | Отчёт                   | Отчёт   | Отчёт                          | Отчёт                   |
| ----- | ----------------------- | ------- | ------------------------------ | ----------------------- |
|       |                         |         |                                |                         |
|       | Артём Логинов Надав Ной | Вратари | 00:00-60:00 — Вахтанг Цинцадзе | Судья: Дмитрий Столяров |
|       |                         |         |                                | Судья: Дмитрий Столяров |
|       |                         |         |                                | Судья: Дмитрий Столяров |
|       |                         |         |                                | Судья: Дмитрий Столяров |
|       |                         |         |                                | Судья: Дмитрий Столяров |
|       |                         |         |                                | Судья: Дмитрий Столяров |
| 4 мин | Штраф                   | 0 мин   |                                | Судья: Дмитрий Столяров |
|       |                         |         |                                |                         |
|       |                         |         |                                |                         |

| 21 февраля 2018 23:00 | Ниндзяс | 3 : 12 (0:5, 2:4, 1:3) | ХК Бат-Ям |  |

| Отчёт | Отчёт | Отчёт | Отчёт | Отчёт              |
| ----- | ----- | ----- | ----- | ------------------ |
|       |       |       |       |                    |
|       |       |       |       | Судья: Моше Элькин |
|       |       |       |       |                    |
|       |       |       |       |                    |
|       |       |       |       |                    |
|       |       |       |       |                    |
|       |       |       |       |                    |
| 8 мин | Штраф | 8 мин |       |                    |
|       |       |       |       |                    |
|       |       |       |       |                    |

| 21 февраля 2018 |  |  |  | Айс Пикс, Холон |

| 2 марта 2018 |

| 5 марта 2018 |  |  |  | Канада-Центр, Метула |

| 8 марта 2018 |

| 9 марта 2018 |

| 15 марта 2018 |  |  |  | Айс Пикс, Холон |

| 15 марта 2018 |

| 16 марта 2018 |  |  |  | Канада-Центр, Метула |

| 23 марта 2018 19:30 | Хоукс | 0 : 10 (0:3, 0:4, 0:3) | ХК Бат-Ям | Канада-Центр, Метула |

| Отчёт  | Отчёт | Отчёт | Отчёт | Отчёт                   |
| ------ | ----- | ----- | ----- | ----------------------- |
|        |       |       |       |                         |
|        |       |       |       | Судья: Евгений Грищенко |
|        |       |       |       |                         |
|        |       |       |       |                         |
|        |       |       |       |                         |
|        |       |       |       |                         |
|        |       |       |       |                         |
| 18 мин | Штраф | 6 мин |       |                         |
|        |       |       |       |                         |
|        |       |       |       |                         |

| 23 марта 2018 |

| 23 марта 2018 |  |  |  | Айс Пикс, Холон |

| 9 апреля 2018 |

| 23 апреля 2018 |  |  |  | Канада-Центр, Метула |

| 25 апреля 2018 |

## Плей-офф
|  | Четвертьфиналы | Четвертьфиналы | Четвертьфиналы | Четвертьфиналы | Четвертьфиналы | Четвертьфиналы | Четвертьфиналы | Четвертьфиналы | Четвертьфиналы | Четвертьфиналы |              |           | Полуфиналы | Полуфиналы | Полуфиналы | Полуфиналы        | Полуфиналы        | Полуфиналы        | Полуфиналы        | Полуфиналы        | Полуфиналы        | Полуфиналы        |                   |                   | Финал             | Финал        | Финал        | Финал        | Финал        | Финал        | Финал        | Финал        | Финал        | Финал  |
|  |                |                |                |                |                |                |                |                |                |                |              |           |            |            |            |                   |                   |                   |                   |                   |                   |                   |                   |                   |                   |              |              |              |              |              |              |              |              |        |
|  | 1              | ХК Бат-Ям      | ХК Бат-Ям      | ХК Бат-Ям      | ХК Бат-Ям      | ХК Бат-Ям      | ХК Бат-Ям      | ХК Бат-Ям      | ХК Бат-Ям      | 7              |              |           |            |            |            |                   |                   |                   |                   |                   |                   |                   |                   |                   |                   |              |              |              |              |              |              |              |              |        |
|  | 1              | ХК Бат-Ям      | ХК Бат-Ям      | ХК Бат-Ям      | ХК Бат-Ям      | ХК Бат-Ям      | ХК Бат-Ям      | ХК Бат-Ям      | ХК Бат-Ям      | 7              |              |           |            |            |            |                   |                   |                   |                   |                   |                   |                   |                   |                   |                   |              |              |              |              |              |              |              |              |        |
|  | 8              | Хитмен         | Хитмен         | Хитмен         | Хитмен         | Хитмен         | Хитмен         | Хитмен         | Хитмен         | 1              |              |           |            |            |            |                   |                   |                   |                   |                   |                   |                   |                   |                   |                   |              |              |              |              |              |              |              |              |        |
|  | 8              | Хитмен         | Хитмен         | Хитмен         | Хитмен         | Хитмен         | Хитмен         | Хитмен         | Хитмен         | 1              | 3            | КИХШ      | КИХШ       | КИХШ       | КИХШ       | КИХШ              | КИХШ              | КИХШ              | КИХШ              | 6 (Б)             |                   |                   |                   |                   |                   |              |              |              |              |              |              |              |              |        |
|  |                |                |                |                |                |                |                |                |                |                | 3            | КИХШ      | КИХШ       | КИХШ       | КИХШ       | КИХШ              | КИХШ              | КИХШ              | КИХШ              | 6 (Б)             |                   |                   |                   |                   |                   |              |              |              |              |              |              |              |              |        |
|  |                |                | 2              | Ришон Дэвилз   | Ришон Дэвилз   | Ришон Дэвилз   | Ришон Дэвилз   | Ришон Дэвилз   | Ришон Дэвилз   | Ришон Дэвилз   | Ришон Дэвилз | 5         |            |            |            |                   |                   |                   |                   |                   |                   |                   |                   |                   |                   |              |              |              |              |              |              |              |              |        |
|  | 2              | Ришон Дэвилз   | Ришон Дэвилз   | Ришон Дэвилз   | Ришон Дэвилз   | Ришон Дэвилз   | Ришон Дэвилз   | Ришон Дэвилз   | Ришон Дэвилз   | Ришон Дэвилз   | Ришон Дэвилз | 5         | 14         |            |            |                   |                   |                   |                   |                   |                   |                   |                   |                   |                   |              |              |              |              |              |              |              |              |        |
|  | 2              | Ришон Дэвилз   | Ришон Дэвилз   | Ришон Дэвилз   | Ришон Дэвилз   | Ришон Дэвилз   | Ришон Дэвилз   | Ришон Дэвилз   | Ришон Дэвилз   |                |              |           | 14         |            |            |                   |                   |                   |                   |                   |                   |                   |                   |                   |                   |              |              |              |              |              |              |              |              |        |
|  | 7              | Драгонс        | Драгонс        | Драгонс        | Драгонс        | Драгонс        | Драгонс        | Драгонс        | Драгонс        | 1              |              |           |            |            |            |                   |                   |                   |                   |                   |                   |                   |                   |                   |                   |              |              |              |              |              |              |              |              |        |
|  | 7              | Драгонс        | Драгонс        | Драгонс        | Драгонс        | Драгонс        | Драгонс        | Драгонс        | Драгонс        | 1              |              |           |            |            |            |                   |                   |                   |                   |                   |                   |                   | 1                 | ХК Бат-Ям         | ХК Бат-Ям         | ХК Бат-Ям    | ХК Бат-Ям    | ХК Бат-Ям    | ХК Бат-Ям    | ХК Бат-Ям    | ХК Бат-Ям    | 5            |              |        |
|  |                |                |                |                |                |                |                |                |                |                |              |           |            |            |            |                   |                   |                   |                   |                   |                   |                   | 1                 | ХК Бат-Ям         | ХК Бат-Ям         | ХК Бат-Ям    | ХК Бат-Ям    | ХК Бат-Ям    | ХК Бат-Ям    | ХК Бат-Ям    | ХК Бат-Ям    | 5            |              |        |
|  |                |                | 3              | КИХШ           | КИХШ           | КИХШ           | КИХШ           | КИХШ           | КИХШ           | КИХШ           | КИХШ         | 2         |            |            |            |                   |                   |                   |                   |                   |                   |                   |                   |                   |                   |              |              |              |              |              |              |              |              |        |
|  | 3              | КИХШ           | КИХШ           | КИХШ           | КИХШ           | КИХШ           | КИХШ           | КИХШ           | КИХШ           | КИХШ           | КИХШ         | 2         | 9          |            |            |                   |                   |                   |                   |                   |                   |                   |                   |                   |                   |              |              |              |              |              |              |              |              |        |
|  | 3              | КИХШ           | КИХШ           | КИХШ           | КИХШ           | КИХШ           | КИХШ           | КИХШ           | КИХШ           |                |              |           | 9          |            |            |                   |                   |                   |                   |                   |                   |                   |                   |                   |                   |              |              |              |              |              |              |              |              |        |
|  | 6              | Ниндзяс        | Ниндзяс        | Ниндзяс        | Ниндзяс        | Ниндзяс        | Ниндзяс        | Ниндзяс        | Ниндзяс        | 0              |              |           |            |            |            |                   |                   |                   |                   |                   |                   |                   |                   |                   |                   |              |              |              |              |              |              |              |              |        |
|  | 6              | Ниндзяс        | Ниндзяс        | Ниндзяс        | Ниндзяс        | Ниндзяс        | Ниндзяс        | Ниндзяс        | Ниндзяс        | 0              | 1            | ХК Бат-Ям | ХК Бат-Ям  | ХК Бат-Ям  | ХК Бат-Ям  | ХК Бат-Ям         | ХК Бат-Ям         | ХК Бат-Ям         | ХК Бат-Ям         | 9                 |                   |                   |                   |                   |                   |              |              |              |              |              |              |              |              |        |
|  |                |                |                |                |                |                |                |                |                |                | 1            | ХК Бат-Ям | ХК Бат-Ям  | ХК Бат-Ям  | ХК Бат-Ям  | ХК Бат-Ям         | ХК Бат-Ям         | ХК Бат-Ям         | ХК Бат-Ям         | 9                 |                   |                   |                   |                   |                   |              |              |              |              |              |              |              |              |        |
|  |                |                | 4              | Хорсез         | Хорсез         | Хорсез         | Хорсез         | Хорсез         | Хорсез         | Хорсез         | Хорсез       | 4         |            |            |            |                   |                   |                   |                   |                   |                   |                   |                   |                   |                   |              |              |              |              |              |              |              |              |        |
|  | 4              | Хорсез         | Хорсез         | Хорсез         | Хорсез         | Хорсез         | Хорсез         | Хорсез         | Хорсез         | Хорсез         | Хорсез       | 4         | 10         |            |            | Матч за 3-е место | Матч за 3-е место | Матч за 3-е место | Матч за 3-е место | Матч за 3-е место | Матч за 3-е место | Матч за 3-е место | Матч за 3-е место | Матч за 3-е место | Матч за 3-е место |              |              |              |              |              |              |              |              |        |
|  | 4              | Хорсез         | Хорсез         | Хорсез         | Хорсез         | Хорсез         | Хорсез         | Хорсез         | Хорсез         |                |              |           | 10         |            |            | Матч за 3-е место | Матч за 3-е место | Матч за 3-е место | Матч за 3-е место | Матч за 3-е место | Матч за 3-е место | Матч за 3-е место | Матч за 3-е место | Матч за 3-е место | Матч за 3-е место |              |              |              |              |              |              |              |              |        |
|  | 5              | Монфорт        | Монфорт        | Монфорт        | Монфорт        | Монфорт        | Монфорт        | Монфорт        | Монфорт        | 3              |              |           |            |            |            |                   |                   |                   |                   |                   |                   |                   |                   |                   |                   |              |              |              |              |              |              |              |              |        |
|  | 5              | Монфорт        | Монфорт        | Монфорт        | Монфорт        | Монфорт        | Монфорт        | Монфорт        | Монфорт        | 3              |              |           |            |            |            |                   |                   |                   |                   |                   |                   |                   |                   |                   |                   |              |              |              |              |              |              |              |              |        |
|  |                |                |                |                |                |                |                |                |                |                |              |           |            |            |            |                   |                   |                   |                   |                   |                   |                   |                   |                   | 2                 | Ришон Дэвилз | Ришон Дэвилз | Ришон Дэвилз | Ришон Дэвилз | Ришон Дэвилз | Ришон Дэвилз | Ришон Дэвилз | Ришон Дэвилз | 5 (ТП) |
|  |                |                |                |                |                |                |                |                |                |                |              |           |            |            |            |                   |                   |                   |                   |                   |                   |                   |                   |                   | 2                 | Ришон Дэвилз | Ришон Дэвилз | Ришон Дэвилз | Ришон Дэвилз | Ришон Дэвилз | Ришон Дэвилз | Ришон Дэвилз | Ришон Дэвилз | 5 (ТП) |
|  |                |                |                |                |                |                |                |                |                |                |              |           |            |            |            |                   |                   |                   |                   |                   |                   |                   |                   |                   | 4                 | Хорсез       | Хорсез       | Хорсез       | Хорсез       | Хорсез       | Хорсез       | Хорсез       | Хорсез       | 0      |
|  |                |                |                |                |                |                |                |                |                |                |              |           |            |            |            |                   |                   |                   |                   |                   |                   |                   |                   |                   | 4                 | Хорсез       | Хорсез       | Хорсез       | Хорсез       | Хорсез       | Хорсез       | Хорсез       | Хорсез       | 0      |

### Четвертьфиналы
| 26 апреля 2018 23:00 | Ришон Дэвилз | 14 : 1 (2:0, 4:0, 8:1) | Драгонс | Айс Пикс, Холон |

| Отчёт | Отчёт                                                             | Отчёт                                         | Отчёт                  | Отчёт                                |
| --- | ----------------------------------------------------------------- | --------------------------------------------- | ---------------------- | ------------------------------------ |
| |                                                                   |                                               |                        |                                      |
| | Нир Тихон — 00:00-60:00                                           | Вратари                                       | Эран Цур Шай Розенберг | Судьи: Иошуа Гринберг Максим Гохберг |
| | Голы:                                                             |                                               |                        | Судьи: Иошуа Гринберг Максим Гохберг |
| Александр Казанцев — 09:00 (Авраам Ибрагимов) Евгений Грищенко — 19:55 (Борис Дворкин, Даниэль Меркулов) Антон Кривобрюхов — 21:05 (Борис Дворкин) Даниэль Марзико — 31:55 (Илья Динов) Илья Динов — 32:03 (Евгений Маргулис) Арсений Бондарёв — 37:50 (Илья Динов) Борис Дворкин — 40:39 (Даниэль Меркулов) Авраам Ибрагимов — 45:35 (Даниэль Целимецкий) Антон Кривобрюхов — 49:55 (Борис Дворкин) Александр Казанцев — 50:00 (Авраам Ибрагимов) Евгений Грищенко — 50:30 (Александр Казанцев) Илья Динов — 53:12 Евгений Грищенко — 54:39 Арсений Бондарёв — 58:50 (Евгений Маргулис) | 1:0 2:0 3:0 4:0 5:0 6:0 7:0 8:0 9:0 10:0 11:0 11:1 12:1 13:1 14:1 | 51:30 — Николай Коломиза (Владислав Носанков) |                        | Судьи: Иошуа Гринберг Максим Гохберг |
| |                                                                   |                                               |                        | Судьи: Иошуа Гринберг Максим Гохберг |
| |                                                                   |                                               |                        | Судьи: Иошуа Гринберг Максим Гохберг |
| |                                                                   |                                               |                        | Судьи: Иошуа Гринберг Максим Гохберг |
| 4 мин | Штраф                                                             | 6 мин                                         |                        | Судьи: Иошуа Гринберг Максим Гохберг |
| |                                                                   |                                               |                        |                                      |
| |                                                                   |                                               |                        |                                      |

| 4 мая 2018 18:30 | КИХШ | 9 : 0 (3:0, 4:0, 2:0) | Ниндзяс | Канада-Центр, Метула |

| Отчёт | Отчёт                               | Отчёт   | Отчёт                         | Отчёт |
| --- | ----------------------------------- | ------- | ----------------------------- | ----- |
| |                                     |         |                               |       |
| | Авиху Сороцки — 00:00-60:00         | Вратари | 00:00 — 60:00 — Евгений Гусин |       |
| | Голы:                               |         |                               |       |
| Даниэль Лонкри — 01:20 (Евгений Книтер) Даниэль Лонкри — 02:02 (Евгений Книтер) Михаэль Горовиц — 13:48 (Майкл Мазейка) Галь Тамир — 21:18 (Евгений Книтер) Галь Тамир — 22:21 (Евгений Книтер) Евгений Книтер — 27:28 (Кай Малахи) Майкл Мазейка — 39:54 (Денис Степаченко) Даниэль Лонкри — 45:07 Майкл Мазейка — 58:00 | 1:0 2:0 3:0 4:0 5:0 6:0 7:0 8:0 9:0 |         |                               |       |
| |                                     |         |                               |       |
| |                                     |         |                               |       |
| |                                     |         |                               |       |
| 0 мин | Штраф                               | 6 мин   |                               |       |
| |                                     |         |                               |       |
| |                                     |         |                               |       |

| 9 мая 2018 23:00 | ХК Бат-Ям | 7 : 1 (1:0, 2:1, 4:0) | Хитмен | Канада-Центр, Метула |

| Отчёт | Отчёт                           | Отчёт                                 | Отчёт                      | Отчёт                                    |
| --- | ------------------------------- | ------------------------------------- | -------------------------- | ---------------------------------------- |
| |                                 |                                       |                            |                                          |
| | Максим Гохберг — 00:00-60:00    | Вратари                               | 00:00 — 60:00 — Иоав Регев | Судьи: Виктор Воробьёв Аркадий Хабинский |
| | Голы:                           |                                       |                            | Судьи: Виктор Воробьёв Аркадий Хабинский |
| Авив Мильнер — 13:00 (Артём Верный) Артём Верный — 22:40 (Иошуа Гринберг) Авив Мильнер — 33:30 (Иошуа Гринберг) Артём Верный — 47:30 (Евгений Натальченко) Евгений Натальченко — 54:30 (Артём Верный) Иошуа Гринберг — 55:10 (Авив Мильнер) Ян Юмашев — 55:10 (Артём Верный) | 1:0 2:0 2:1 3:1 4:1 5:1 6:1 7:1 | 26:20 — Элиэзер Тилсон (Яков Исреэль) |                            | Судьи: Виктор Воробьёв Аркадий Хабинский |
| |                                 |                                       |                            | Судьи: Виктор Воробьёв Аркадий Хабинский |
| |                                 |                                       |                            | Судьи: Виктор Воробьёв Аркадий Хабинский |
| |                                 |                                       |                            | Судьи: Виктор Воробьёв Аркадий Хабинский |
| 35 мин | Штраф                           | 8 мин                                 |                            | Судьи: Виктор Воробьёв Аркадий Хабинский |
| |                                 |                                       |                            |                                          |
| |                                 |                                       |                            |                                          |

| 11 мая 2018 23:55 | Хорсез | 10 : 3 (2:2, 3:0, 5:1) | Монфорт | Айс Пикс, Холон |

| Отчёт | Отчёт                                                | Отчёт | Отчёт                            | Отчёт                               |
| --- | ---------------------------------------------------- | --- | -------------------------------- | ----------------------------------- |
| |                                                      | |                                  |                                     |
| | Даниил Елисеев — 00:00-60:00                         | Вратари | 00:00 — 60:00 — Вахтанг Цинцадзе | Судьи: Гиль Тихон Аркадий Хабинский |
| | Голы:                                                | |                                  | Судьи: Гиль Тихон Аркадий Хабинский |
| Сезан Розенцвейг — 08:54 Илья Спектор — 17:22 (О. Кафри) Илья Спектор — 31:57 (Бен Хавер, В. Воробьёв) Илья Спектор — 36:12 (В. Воробьёв) Ори Кафри — 38:11 Илья Спектор — 41:55 (В. Воробьёв) Виктор Воробьёв — 49:18 (И. Спектор) Артур Лидерман — 54:17 Ори Кафри — 58:16 (А. Лидерман, И. Спектор) Артур Лидерман — 59:52 (Д. Путилов) | 1:0 2:0 2:1 2:2 3:2 4:2 5:2 6:2 6:3 7:3 8:3 9:3 10:3 | 17:54 — Даниэль Голодницкий (Итай Шалев Бен Тов) 19:50 — Даниэль Голодницкий (Денис Райтер) 42:00 — Денис Козев (В. Голодницкий) |                                  | Судьи: Гиль Тихон Аркадий Хабинский |
| |                                                      | |                                  | Судьи: Гиль Тихон Аркадий Хабинский |
| |                                                      | |                                  | Судьи: Гиль Тихон Аркадий Хабинский |
| |                                                      | |                                  | Судьи: Гиль Тихон Аркадий Хабинский |
| 16 мин | Штраф                                                | 8 мин |                                  | Судьи: Гиль Тихон Аркадий Хабинский |
| |                                                      | |                                  |                                     |
| |                                                      | |                                  |                                     |

### Полуфиналы
| 18 мая 2017 18:30 | КИХШ | 6 : 5 (Б) (1:1, 2:0, 2:4, 1:0) | Ришон Дэвилз | Канада-Центр, Метула |

| Отчёт                                     | Отчёт                                      | Отчёт                                       | Отчёт                             | Отчёт                                                           |
| ----------------------------------------- | ------------------------------------------ | ------------------------------------------- | --------------------------------- | --------------------------------------------------------------- |
|                                           |                                            |                                             |                                   |                                                                 |
|                                           | Авиху Сороцки — 00:00-60:00                | Вратари                                     | 00:00 — 60:00 — Александр Логинов | Судья: Аркадий Хабинский Линейные судьи: Борис Амромин Свердлов |
|                                           | Голы:                                      |                                             |                                   | Судья: Аркадий Хабинский Линейные судьи: Борис Амромин Свердлов |
| Галь Тамир — 65:00 (поб. бул.)            | 0:1 :1 2:1 3:1 3:2 4:2 4:3 5:3 5:4 5:5 6:5 |                                             |                                   | Судья: Аркадий Хабинский Линейные судьи: Борис Амромин Свердлов |
|                                           | Буллиты:                                   |                                             |                                   | Судья: Аркадий Хабинский Линейные судьи: Борис Амромин Свердлов |
| Галь Тамир Михаэль Мазейка Даниэль Лонкри |                                            | Даниэль Марзико Илья Динов Арсений Бондарёв |                                   | Судья: Аркадий Хабинский Линейные судьи: Борис Амромин Свердлов |
|                                           |                                            |                                             |                                   | Судья: Аркадий Хабинский Линейные судьи: Борис Амромин Свердлов |
| 8 мин                                     | Штраф                                      | 2 мин                                       |                                   | Судья: Аркадий Хабинский Линейные судьи: Борис Амромин Свердлов |
|                                           |                                            |                                             |                                   |                                                                 |
|                                           |                                            |                                             |                                   |                                                                 |

| 18 мая 2018 23:00 | Хорсез | 4 : 9 (0:4, 3:3, 1:2) | ХК Бат-Ям | Айс Пикс, Холон |

| Отчёт  | Отчёт                                               | Отчёт   | Отчёт                        | Отчёт                               |
| ------ | --------------------------------------------------- | ------- | ---------------------------- | ----------------------------------- |
|        |                                                     |         |                              |                                     |
|        | Даниил Елисеев — 00:00-60:00                        | Вратари | 00:00-60:00 — Максим Гохберг | Судьи: Гиль Тихон Аркадий Хабинский |
|        | Голы:                                               |         |                              | Судьи: Гиль Тихон Аркадий Хабинский |
|        | 0:1 0:2 0:3 0:4 0:5 1:5 2:5 2:6 3:6 3:7 3:8 4:8 4:9 |         |                              | Судьи: Гиль Тихон Аркадий Хабинский |
|        |                                                     |         |                              | Судьи: Гиль Тихон Аркадий Хабинский |
|        |                                                     |         |                              | Судьи: Гиль Тихон Аркадий Хабинский |
|        |                                                     |         |                              | Судьи: Гиль Тихон Аркадий Хабинский |
| 31 мин | Штраф                                               | 6 мин   |                              | Судьи: Гиль Тихон Аркадий Хабинский |
|        |                                                     |         |                              |                                     |
|        |                                                     |         |                              |                                     |

### Матч за 3-е место
| 25 мая 2018 23:00 | Ришон Дэвилз | 5 : 0 (ТП) | Хорсез | Айс Пикс, Холон |

| Отчёт | Отчёт | Отчёт | Отчёт | Отчёт |
| ----- | ----- | ----- | ----- | ----- |
|       |       |       |       |       |
|       |       |       |       |       |
|       |       |       |       |       |
|       |       |       |       |       |
|       |       |       |       |       |
|       |       |       |       |       |
|       |       |       |       |       |
|       |       |       |       |       |
|       |       |       |       |       |

### Финал
| 25 мая 2018 18:30 | КИХШ | 2 : 5 (2:1, 0:3, 0:1) | ХК Бат-Ям | Айс Пикс, Холон |

| Отчёт  | Отчёт                       | Отчёт   | Отчёт                        | Отчёт                                                         |
| ------ | --------------------------- | ------- | ---------------------------- | ------------------------------------------------------------- |
|        |                             |         |                              |                                                               |
|        | Авиху Сороцки — 00:00-60:00 | Вратари | 00:00-60:00 — Максим Гохберг | Судья: Аркадий Хабинский Линейные судьи: Борис Амромин Рашаль |
|        | Голы:                       |         |                              | Судья: Аркадий Хабинский Линейные судьи: Борис Амромин Рашаль |
|        | 0:1 :1 2:1 2:2 2:3 2:4 2:5  |         |                              | Судья: Аркадий Хабинский Линейные судьи: Борис Амромин Рашаль |
|        |                             |         |                              | Судья: Аркадий Хабинский Линейные судьи: Борис Амромин Рашаль |
|        |                             |         |                              | Судья: Аркадий Хабинский Линейные судьи: Борис Амромин Рашаль |
|        |                             |         |                              | Судья: Аркадий Хабинский Линейные судьи: Борис Амромин Рашаль |
| 26 мин | Штраф                       | 30 мин  |                              | Судья: Аркадий Хабинский Линейные судьи: Борис Амромин Рашаль |
|        |                             |         |                              |                                                               |
|        |                             |         |                              |                                                               |

## Призёры чемпионата
| Чемпион Израиля по хоккею с шайбой 2018 г. |
| ------------------------------------------ |
| ХК Бат-Ям Третий титул                     |

| Серебряный призёр чемпионата Израиля по хоккею с шайбой 2018 г. |
| --------------------------------------------------------------- |
| КИХШ Второй титул                                               |

| Бронзовый призёр чемпионата Израиля по хоккею с шайбой 2018 г. |
| -------------------------------------------------------------- |
| Ришон Дэвилз Второй титул                                      |

| Участник матча за 3-е место. |
| ---------------------------- |
| Хорсез Третий раз            |

## Бомбардиры чемпионата Top scorer of the championship
| Команда Team               | Игрок Player                                                          | Regular Season | Regular Season | Regular Season | Regular Season | Play-Off | Play-Off | Play-Off   | Play-Off | TOTAL   | TOTAL   | TOTAL      | TOTAL  |
| Команда Team               | Игрок Player                                                          | Игры GP        | Шайбы G        | Передачи A     | Очки P         | Игры GP  | Шайбы G  | Передачи A | Очки P   | Игры GP | Шайбы G | Передачи A | Очки P |
| -------------------------- | --------------------------------------------------------------------- | -------------- | -------------- | -------------- | -------------- | -------- | -------- | ---------- | -------- | ------- | ------- | ---------- | ------ |
| Бат-Ям HC Bat Yam          | Нисим Ботболь Nisim Botbol                                            | 9              | 1              | 10             | 11             | 3        | 0        | 1          | 1        | 12      | 1       | 11         | 12     |
| Бат-Ям HC Bat Yam          | Михаил Кожевников Michail Kozhevnikov                                 | 3              | 3              | 7              | 10             | 2        | 1        | 5          | 6        | 5       | 4       | 12         | 16     |
| Бат-Ям HC Bat Yam          | Иошуа Гринберг Joshua Greenberg                                       | 9              | 21             | 15             | 36             | 3        | 1        | 6          | 7        | 12      | 22      | 21         | 43     |
| Бат-Ям HC Bat Yam          | Евгений Кожевников Kozhevnikov, Evgenij                               | 2              | 2              | 4              | 6              | 2        | 4        | 2          | 6        | 4       | 6       | 6          | 12     |
| Бат-Ям HC Bat Yam          | Авив Мильнер Milner, Aviv                                             | 2              | 0              | 0              | 0              | 3        | 7        | 6          | 13       | 5       | 7       | 6          | 14     |
| Бат-Ям HC Bat Yam          | Евгений Натальченко Evgueni Nataltchenko                              | 9              | 9              | 5              | 14             | 3        | 3        | 1          | 4        | 12      | 12      | 6          | 18     |
| Бат-Ям HC Bat Yam          | Остап Родичев Ostap Rodichev                                          | 9              | 8              | 4              | 12             | 2        | 0        | 0          | 0        | 11      | 8       | 4          | 12     |
| Бат-Ям HC Bat Yam          | Артём Верный Artiom Verny                                             | 9              | 20             | 17             | 37             | 3        | 3        | 9          | 12       | 12      | 23      | 26         | 49     |
| Бат-Ям HC Bat Yam          | Ян Юмашев Yan Youmashev                                               | 9              | 2              | 5              | 7              | 3        | 1        | 0          | 1        | 12      | 3       | 5          | 8      |
| КИХШ CIHS                  | Евгений Книтер Evgeni Kniter                                          | 9              | 3              | 11             | 14             | 3        | 1        | 4          | 5        | 12      | 4       | 15         | 19     |
| КИХШ CIHS                  | Майас Сабаг Maias Sabag                                               | 9              | 5              | 8              | 13             | 3        | 1        | 1          | 2        | 12      | 6       | 9          | 15     |
| КИХШ CIHS                  | Майкл Мазейка Michael Mazeika                                         | 9              | 15             | 10             | 25             | 3        | 2        | 4          | 6        | 12      | 17      | 14         | 31     |
| КИХШ CIHS                  | Михаэль Горовиц Mikhael Horovitz                                      | 9              | 15             | 12             | 27             | 3        | 3        | 0          | 3        | 12      | 18      | 12         | 30     |
| КИХШ CIHS                  | Даниэль Лонкри Daniel Lonkry                                          | 8              | 9              | 2              | 11             | 3        | 4        | 2          | 6        | 11      | 13      | 4          | 17     |
| Ришон Дэвилз Rishon Devils | Евгений Маргулис Evgeniy Margulis                                     | 9              | 7              | 9              | 16             | 2        | 0        | 2          | 2        | 11      | 7       | 11         | 18     |
| Ришон Дэвилз Rishon Devils | Даниэль Меркулов Daniel Merkulov                                      | 9              | 5              | 3              | 8              | 2        | 0        | 2          | 2        | 11      | 5       | 5          | 10     |
| Ришон Дэвилз Rishon Devils | Виталий Шефер Shefer, Vitaly                                          | 7              | 6              | 2              | 8              | 2        | 0        | 0          | 0        | 9       | 6       | 2          | 8      |
| Ришон Дэвилз Rishon Devils | Илья Динов Ilia, Dinov                                                | 9              | 11             | 10             | 21             | 2        | 3        | 2          | 5        | 11      | 14      | 12         | 26     |
| Ришон Дэвилз Rishon Devils | Борис Дворкин Boris Dvorkin                                           | 2              | 1              | 2              | 3              | 2        | 1        | 3          | 4        | 4       | 2       | 5          | 7      |
| Ришон Дэвилз Rishon Devils | Евгений Грищенко Evgeny Grischenko                                    | 9              | 2              | 7              | 9              | 2        | 3        | 0          | 3        | 11      | 5       | 7          | 12     |
| Ришон Дэвилз Rishon Devils | Авраам Ибрагимов Avraham Ibragimov                                    | 8              | 2              | 2              | 4              | 2        | 1        | 2          | 3        | 10      | 3       | 4          | 7      |
| Ришон Дэвилз Rishon Devils | Антон Кривобрюхов Anton Krivobrukhov                                  | 9              | 9              | 3              | 12             | 2        | 3        | 0          | 2        | 11      | 12      | 3          | 15     |
| Ришон Дэвилз Rishon Devils | Даниэль Марзико Daniel Marziko                                        | 9              | 3              | 3              | 6              | 2        | 1        | 1          | 2        | 11      | 4       | 4          | 8      |
| Ришон Дэвилз Rishon Devils | Маор Шерф Sherf, Maor                                                 | 9              | 5              | 2              | 7              | 1        | 1        | 0          | 1        | 10      | 6       | 2          | 8      |
| Ришон Дэвилз Rishon Devils | Арсений Бондарёв Bondarev, Arseniy                                    | 8              | 15             | 19             | 34             | 1        | 2        | 0          | 2        | 9       | 17      | 19         | 36     |
| Хорсез Horses              | Ори Кафри Ori Kafri                                                   | 7              | 4              | 2              | 6              | 2        | 2        | 3          | 5        | 9       | 6       | 5          | 11     |
| Хорсез Horses              | Дмитрий Путилов Dmitry Putilov                                        | 8              | 2              | 6              | 8              | 2        | 0        | 2          | 2        | 10      | 2       | 8          | 10     |
| Хорсез Horses              | Артур Лидерман Liderman, Artur                                        | 3              | 5              | 2              | 7              | 2        | 2        | 2          | 4        | 5       | 7       | 4          | 11     |
| Хорсез Horses              | Илья Спектор Ilia Spektor                                             | 8              | 18             | 8              | 26             | 2        | 7        | 2          | 9        | 10      | 25      | 10         | 35     |
| Хорсез Horses              | Виктор Воробьёв Viktor Vorobev                                        | 7              | 11             | 24             | 35             | 2        | 1        | 4          | 5        | 9       | 12      | 28         | 40     |
| Хорсез Horses              | Сезан Розенцвейг Sesan Ben Aharon Rosencveig                          | 9              | 2              | 2              | 4              | 2        | 2        | 1          | 3        | 11      | 4       | 3          | 7      |
| Хорсез Horses              | Нир Вег Vegh, Nir                                                     | 5              | 4              | 2              | 6              | 2        | 0        | 0          | 0        | 7       | 4       | 2          | 6      |
| Монфорт Monfort            | Дан Гофман Hofman, Dan                                                | 9              | 3              | 5              | 8              | 1        | 0        | 0          | 0        | 10      | 3       | 5          | 8      |
| Монфорт Monfort            | Денис Козев Denis Kozev                                               | 9              | 3              | 2              | 5              | 1        | 1        | 0          | 1        | 10      | 4       | 2          | 6      |
| Монфорт Monfort            | Итай Шалев Бен Тов Itay Shalev Ben Tov                                | 6              | 11             | 4              | 15             | 1        | 0        | 1          | 1        | 7       | 11      | 5          | 16     |
| Монфорт Monfort            | Антон Булахов Anton Boulakhov                                         | 8              | 2              | 7              | 9              | 1        | 0        | 0          | 0        | 9       | 2       | 7          | 9      |
| Монфорт Monfort            | Даниэль Голодницкий Daniel Golodnitzky                                | 8              | 2              | 5              | 7              | 1        | 2        | 0          | 2        | 9       | 4       | 5          | 9      |
| Хитмен Hitmen              | Элиэзер Тилсон Eliezer Tilson                                         | 8              | 1              | 6              | 7              | 1        | 1        | 0          | 1        | 9       | 7       | 1          | 8      |
| Хитмен Hitmen              | Иоханатан Марер Johnathan Marer                                       | 8              | 3              | 4              | 7              | 1        | 0        | 0          | 0        | 9       | 3       | 4          | 7      |
| Драгонс Dragons            | Александр Исъянов Alecs Isyanov                                       | 9              | 5              | 1              | 6              | 1        | 0        | 0          | 0        | 10      | 5       | 1          | 6      |
| Драгонс Dragons            | Томер Шайн Tomer Shein                                                | 9              | 3              | 3              | 6              | 1        | 0        | 0          | 0        | 10      | 3       | 3          | 6      |
| Драгонс Dragons            | Николай Коломиза Nikolay Kolomiza                                     | 9              | 8              | 3              | 11             | 1        | 1        | 0          | 1        | 10      | 9       | 3          | 12     |
| Ниндзяс Ninjas Holon       | Евгений Мохов Evgeni Mokhov                                           | 9              | 10             | 7              | 17             | 1        | 0        | 0          | 0        | 10      | 10      | 7          | 17     |
| Ниндзяс Ninjas Holon       | Дмитрий Муратов Muratov, Dmitry                                       | 9              | 6              | 3              | 9              | 1        | 0        | 0          | 0        | 10      | 6       | 3          | 9      |
| Ниндзяс Ninjas Holon       | Александр Литвак Alexander Litvak(Joukov) играл также за ХК Беэр Шева | 5 4            | 4 2            | 2 0            | 8              | 0        | 0        | 0          | 0        | 9       | 6       | 2          | 8      |
| Ниндзяс Ninjas Holon       | Сергей Якель Sergey Yakel                                             | 9              | 4              | 2              | 6              | 1        | 0        | 0          | 0        | 10      | 4       | 2          | 6      |
| Ниндзяс Ninjas Holon       | Илья Левин Ilya Levin                                                 | 9              | 4              | 2              | 6              | 1        | 0        | 0          | 0        | 10      | 4       | 2          | 6      |

Примечание: И = Количество проведённых игр; Г = Голы; П = Голевые передачи; О = Очки;
По данным протоколов сыгранных матчей

## Лига арцит Израиля по хоккею в сезоне 2017/2018
Статью выставили на удаление. Из-за какой-то ................ придётся перейти в английскую википедию. 
Третий дивизион израильской хоккейной лиги в сезоне 2017/2018 — первый сезон чемпионата Израиля по хоккею в третьем дивизионе израильского хоккея.

## Участвующие команды
В чемпионате принимают 11 команд: одна пришла из высшей лиги 2016/2017, 5 из лиги леумит 2016/2017 и 5 команд-дебютантов.
Группа A
| Команда                | Квалификация                                                  |
| ---------------------- | ------------------------------------------------------------- |
| Айс Тайгерс Гедера     | Заняла 10-е место в лиге леумит и вылетела оттуда в 2017 году |
| Сильвер Фокс           | Заняла 11-е место в лиге леумит и вылетела оттуда в 2017 году |
| Легион Ришон           | Заняла 13-е место в лиге леумит и вылетела оттуда в 2017 году |
| Ниндзяс Бат-Ям         | Заняла 14-е место в лиге леумит и вылетела оттуда в 2017 году |
| Реховот Меджик Драгонс | Дебютант                                                      |
| Петах-Тиква Уингс      | Дебютант                                                      |

Группа B
| Команда        | Квалификация                                                  |
| -------------- | ------------------------------------------------------------- |
| ХК Метула      | Заняла 10-е место в высшей лиге и вылетела оттуда в 2017 году |
| КИХШ-2         | Заняла 12-е место в лиге леумит и вылетела оттуда в 2017 году |
| ХК Нагария     | Дебютант                                                      |
| ХК Нагария-2   | Дебютант                                                      |
| ХК Нацрат-Илит | Дебютант                                                      |

## Регулярный чемпионат
Группа A

### Таблица
| М | Команда                | И | В | ВО | ПО | П | ШЗ | ШП | РШ  | О  |
| - | ---------------------- | - | - | -- | -- | - | -- | -- | --- | -- |
| 1 | Петах-Тиква Уингс      | 5 | 5 | 0  | 0  | 0 | 56 | 14 | +42 | 15 |
| 2 | Айс Тайгерс Гедера     | 5 | 3 | 1  | 0  | 1 | 22 | 22 | 0   | 11 |
| 3 | Сильвер Фокс           | 5 | 3 | 0  | 1  | 1 | 31 | 17 | +14 | 10 |
| 4 | Легион Ришон           | 5 | 2 | 0  | 0  | 3 | 15 | 35 | -20 | 6  |
| 5 | Ниндзяс Бат-Ям         | 5 | 1 | 0  | 0  | 4 | 16 | 20 | -4  | 3  |
| 6 | Реховот Меджик Драгонс | 5 | 0 | 0  | 0  | 5 | 13 | 45 | -32 | 0  |

### Результаты
| Команда                | 1      | 2         | 3      | 4     | 5      | 6        |
| ---------------------- | ------ | --------- | ------ | ----- | ------ | -------- |
| Петах-Тиква Уингс      | @      | 10 : 2    | 12 : 2 | 8 : 3 | 17 : 4 | 9 : 3    |
| Айс Тайгерс Гедера     | 2 : 10 | @         | 6 : 4  | 3 : 1 | 7 : 4  | 4 : 3(Б) |
| Легион Ришон           | 2 : 12 | 4 : 6     | @      | 4 : 2 | 4 : 2  | 1 : 13   |
| Ниндзяс Бат-Ям         | 3 : 8  | 1 : 3     | 2 : 4  | @     | 8 : 2  | 2 : 3    |
| Реховот Меджик Драгонс | 4 : 17 | 4 : 7     | 2 : 4  | 2 : 8 | @      | 1 : 9    |
| Сильвер Фокс           | 3 : 9  | 3 : 4 (Б) | 13 : 1 | 3 : 2 | 9 : 1  | @        |

### Отчёты о матчах
Время местное (UTC+2).
| 23 октября 2017 21:30 | Сильвер Фокс | 3 : 9 (0:3, 2:2, 1:4) | Петах-Тиква Уингс | Айс Пикс, Холон |

| Отчёт                                                                        | Отчёт                                           | Отчёт | Отчёт                         | Отчёт                                |
| ---------------------------------------------------------------------------- | ----------------------------------------------- | --- | ----------------------------- | ------------------------------------ |
|                                                                              |                                                 | |                               |                                      |
|                                                                              | Дотан Эрлих — 00:00-60:00                       | Вратари | 00:00-60:00 — Даниэль Крайнер | Судьи: Моше Элькин Аркадий Хабинский |
|                                                                              | Голы:                                           | |                               | Судьи: Моше Элькин Аркадий Хабинский |
| Йотам Цамир — 28:45 (С. Вайслер) Сагив Вайслер — 32:45 Марк Шайнберг — 52:40 | 0:1 0:2 0:3 0:4 1:4 1:5 2:5 2:6 2:7 2:8 3:8 3:9 | 03:10 — Рани Гуткин (М. Буз) 04:20 — Марек Лебедев (Д. Черняк) 18:40 — Марек Лебедев (В. Каратаев) 22:40 — Максим Буз 29:20 — Рани Гуткин 43:40 — Дмитрий Гончаров (Р. Гуткин) 47:30 — Станислав Криц (Д. Гончаров) 51:20 — Дмитрий Черняк (М. Лебедев) 57:40 — Максим Буз |                               | Судьи: Моше Элькин Аркадий Хабинский |
|                                                                              |                                                 | |                               | Судьи: Моше Элькин Аркадий Хабинский |
|                                                                              |                                                 | |                               | Судьи: Моше Элькин Аркадий Хабинский |
|                                                                              |                                                 | |                               | Судьи: Моше Элькин Аркадий Хабинский |
| 6 мин                                                                        | Штраф                                           | 2 мин |                               | Судьи: Моше Элькин Аркадий Хабинский |
|                                                                              |                                                 | |                               |                                      |
|                                                                              |                                                 | |                               |                                      |

| 13 ноября 2017 21:30 | Сильвер Фокс | 13 : 1 (4:0, 5:0, 4:1) | Легион Ришон | Айс Пикс, Холон |

| Отчёт | Отчёт                                                        | Отчёт                                      | Отчёт                    | Отчёт                                   |
| --- | ------------------------------------------------------------ | ------------------------------------------ | ------------------------ | --------------------------------------- |
| |                                                              |                                            |                          |                                         |
| | Дотан Эрлих Шир Ханун                                        | Вратари                                    | 00:00-60:00 — Шон Резник | Судьи: Александр Ааронов Иошуа Гринберг |
| | Голы:                                                        |                                            |                          | Судьи: Александр Ааронов Иошуа Гринберг |
| Рон Арух — 12:40 (Эйтан Ринот) Йотам Цамир — 13:20 Йотам Цамир — 14:40 Сагив Вайслер — 16:30 Энав Моалем — 23:40 Рон Арух — 25:10 (Эйтан Ринот) Авив Вайнберг — 31:20 Авив Вайнберг — 32:40 Марк Шайнберг — 37:20 Эйтан Ринот — 49:30 Эйтан Ринот — 51:30 Марк Шайнберг — 55:10 Йотам Цамир — 57:20 (Гиль Винокур) | 1:0 2:0 3:0 4:0 5:0 6:0 7:0 8:0 9:0 10:0 11:0 12:0 13:0 13:1 | 59:40 - Моше Элькин (Владислав Джокаридзе) |                          | Судьи: Александр Ааронов Иошуа Гринберг |
| |                                                              |                                            |                          | Судьи: Александр Ааронов Иошуа Гринберг |
| |                                                              |                                            |                          | Судьи: Александр Ааронов Иошуа Гринберг |
| |                                                              |                                            |                          | Судьи: Александр Ааронов Иошуа Гринберг |
| 2 мин | Штраф                                                        | 2 мин                                      |                          | Судьи: Александр Ааронов Иошуа Гринберг |
| |                                                              |                                            |                          |                                         |
| |                                                              |                                            |                          |                                         |

| 24 ноября 2017 23:00 | Легион Ришон | 4 : 2 (2:0, 0:1, 2:1) | Реховот Меджик Драгонс | Айс Пикс, Холон |

| Отчёт | Отчёт | Отчёт | Отчёт | Отчёт                                    |
| ----- | ----- | ----- | ----- | ---------------------------------------- |
|       |       |       |       |                                          |
|       |       |       |       | Судьи: Виктор Воробьёв Аркадий Хабинский |
|       |       |       |       |                                          |
|       |       |       |       |                                          |
|       |       |       |       |                                          |
|       |       |       |       |                                          |
|       |       |       |       |                                          |
| 6 мин | Штраф | 4 мин |       |                                          |
|       |       |       |       |                                          |
|       |       |       |       |                                          |

| 27 ноября 2017 21:30 | Сильвер Фокс | 3 : 2 (0:0, 1:1, 2:1) | Ниндзяс Холон-2 | Айс Пикс, Холон |

| Отчёт                                                                                 | Отчёт                       | Отчёт                                        | Отчёт                             | Отчёт              |
| ------------------------------------------------------------------------------------- | --------------------------- | -------------------------------------------- | --------------------------------- | ------------------ |
|                                                                                       |                             |                                              |                                   |                    |
|                                                                                       | Дотан Эрлих — 00:00 — 60:00 | Вратари                                      | 00:00 — 60:00 — Александр Ааронов | Судья: Моше Элькин |
|                                                                                       | Голы:                       |                                              |                                   | Судья: Моше Элькин |
| Марк Шайнберг — 38:45 (Энав Моалем) Идо-Шмуэль Перелштейн — 51:10 Йотам Цамир — 51:55 | 0:1 :1 1:2 :2 3:2           | 36:40 — Давид Монхайт 44:40 — Сергей Левитин |                                   | Судья: Моше Элькин |
|                                                                                       |                             |                                              |                                   | Судья: Моше Элькин |
|                                                                                       |                             |                                              |                                   | Судья: Моше Элькин |
|                                                                                       |                             |                                              |                                   | Судья: Моше Элькин |
| 2 мин                                                                                 | Штраф                       | 6 мин                                        |                                   | Судья: Моше Элькин |
|                                                                                       |                             |                                              |                                   |                    |
|                                                                                       |                             |                                              |                                   |                    |

| 11 декабря 2017 21:30 | Реховот Меджик Драгонс | 1 : 9 (0:3, 0:3, 1:3) | Сильвер Фокс | Айс Пикс, Холон |

| Отчёт | Отчёт | Отчёт | Отчёт | Отчёт |
| ----- | ----- | ----- | ----- | ----- |
|       |       |       |       |       |
|       |       |       |       |       |
|       |       |       |       |       |
|       |       |       |       |       |
|       |       |       |       |       |
|       |       |       |       |       |
|       |       |       |       |       |
|       |       |       |       |       |
|       |       |       |       |       |

| 15 декабря 2017 23:00 | Айс Тайгерс Гедера | 6 : 4 (1:2, 3:1, 2:1) | Легион Ришон | Айс Пикс, Холон |

| Отчёт | Отчёт | Отчёт | Отчёт | Отчёт |
| ----- | ----- | ----- | ----- | ----- |
|       |       |       |       |       |
|       |       |       |       |       |
|       |       |       |       |       |
|       |       |       |       |       |
|       |       |       |       |       |
|       |       |       |       |       |
|       |       |       |       |       |
|       |       |       |       |       |
|       |       |       |       |       |

| 25 декабря 2017 22:45 | Легион Ришон | 2 : 12 (1:2, 1:5, 0:5) | Петах-Тиква Уингс | Айс Пикс, Холон |

| Отчёт | Отчёт | Отчёт | Отчёт | Отчёт |
| ----- | ----- | ----- | ----- | ----- |
|       |       |       |       |       |
|       |       |       |       |       |
|       |       |       |       |       |
|       |       |       |       |       |
|       |       |       |       |       |
|       |       |       |       |       |
|       |       |       |       |       |
|       |       |       |       |       |
|       |       |       |       |       |

| 8 января 2018 21:30 | Айс Тайгерс Гедера | 4 : 3Б (1:2, 2:0, 0:1, 2:0) | Сильвер Фокс | Айс Пикс, Холон |

| Отчёт | Отчёт | Отчёт | Отчёт | Отчёт |
| ----- | ----- | ----- | ----- | ----- |
|       |       |       |       |       |
|       |       |       |       |       |
|       |       |       |       |       |
|       |       |       |       |       |
|       |       |       |       |       |
|       |       |       |       |       |
|       |       |       |       |       |
|       |       |       |       |       |
|       |       |       |       |       |

| 22 января 2022 22:45 | Ниндзяс Холон-2 | 8 : 2 (1:1, 4:0, 3:1) | Реховот Меджик Драгонс | Айс Пикс, Холон |

| Отчёт | Отчёт | Отчёт | Отчёт | Отчёт |
| ----- | ----- | ----- | ----- | ----- |
|       |       |       |       |       |
|       |       |       |       |       |
|       |       |       |       |       |
|       |       |       |       |       |
|       |       |       |       |       |
|       |       |       |       |       |
|       |       |       |       |       |
|       |       |       |       |       |
|       |       |       |       |       |

| 26 января 2018 23:30 | Петах-Тиква Уингс | 17 : 4 (3:2, 5:1, 9:1) | Реховот Меджик Драгонс | Айс Пикс, Холон |

| Отчёт | Отчёт | Отчёт | Отчёт | Отчёт |
| ----- | ----- | ----- | ----- | ----- |
|       |       |       |       |       |
|       |       |       |       |       |
|       |       |       |       |       |
|       |       |       |       |       |
|       |       |       |       |       |
|       |       |       |       |       |
|       |       |       |       |       |
|       |       |       |       |       |
|       |       |       |       |       |

| 9 февраля 2018 23:45 | Айс Тайгерс Гедера | 7 : 4 (1:0, 2:1, 4:3) | Реховот Меджик Драгонс | Айс Пикс, Холон |

| Отчёт | Отчёт | Отчёт | Отчёт | Отчёт |
| ----- | ----- | ----- | ----- | ----- |
|       |       |       |       |       |
|       |       |       |       |       |
|       |       |       |       |       |
|       |       |       |       |       |
|       |       |       |       |       |
|       |       |       |       |       |
|       |       |       |       |       |
|       |       |       |       |       |
|       |       |       |       |       |

| 12 февраля 2018 22:45 | Ниндзяс Холон-2 | 3 : 8 (0:3, 0:2, 3:3) | Петах-Тиква Уингс | Айс Пикс, Холон |

| Отчёт | Отчёт | Отчёт | Отчёт | Отчёт |
| ----- | ----- | ----- | ----- | ----- |
|       |       |       |       |       |
|       |       |       |       |       |
|       |       |       |       |       |
|       |       |       |       |       |
|       |       |       |       |       |
|       |       |       |       |       |
|       |       |       |       |       |
|       |       |       |       |       |
|       |       |       |       |       |

| 9 марта 2018 22:00 | Айс Тайгерс Гедера | 2 : 10 (0:3, 2:3, 0:4) | Петах-Тиква Уингс | Айс Пикс, Холон |

| Отчёт | Отчёт | Отчёт | Отчёт | Отчёт |
| ----- | ----- | ----- | ----- | ----- |
|       |       |       |       |       |
|       |       |       |       |       |
|       |       |       |       |       |
|       |       |       |       |       |
|       |       |       |       |       |
|       |       |       |       |       |
|       |       |       |       |       |
|       |       |       |       |       |
|       |       |       |       |       |

| 14 мая 2018 22:45 | Айс Тайгерс Гедера | 3 : 1 (1:0, 1:1, 1:0) | Ниндзяс Холон-2 | Айс Пикс, Холон |

| Отчёт | Отчёт | Отчёт | Отчёт | Отчёт |
| ----- | ----- | ----- | ----- | ----- |
|       |       |       |       |       |
|       |       |       |       |       |
|       |       |       |       |       |
|       |       |       |       |       |
|       |       |       |       |       |
|       |       |       |       |       |
|       |       |       |       |       |
|       |       |       |       |       |
|       |       |       |       |       |

| 21 мая 2018 21:30 | Легион Ришон | 4 : 2 (1:0, 2:0, 1:2) | Ниндзяс Холон-2 | Айс Пикс, Холон |

| Отчёт | Отчёт | Отчёт | Отчёт | Отчёт |
| ----- | ----- | ----- | ----- | ----- |
|       |       |       |       |       |
|       |       |       |       |       |
|       |       |       |       |       |
|       |       |       |       |       |
|       |       |       |       |       |
|       |       |       |       |       |
|       |       |       |       |       |
|       |       |       |       |       |
|       |       |       |       |       |

Группа B
Турнир не был проведён в полном объёме.
Команды ХК Нагария-2 и ХК Нацрат-Илит не смогли принять участие.
| М | Команда    | И | В | ВО | ПО | П | ШЗ | ШП | РШ | О |
| - | ---------- | - | - | -- | -- | - | -- | -- | -- | - |
| 1 | КИХШ-2     | 2 | 2 | 0  | 0  | 0 | 9  | 7  | +2 | 6 |
| 2 | ХК Нагария | 2 | 1 | 0  | 0  | 1 | 12 | 6  | -6 | 3 |
| 3 | ХК Метула  | 2 | 0 | 0  | 0  | 2 | 8  | 16 | -8 | 0 |

| Команда    | 1     | 2      | 3      |
| ---------- | ----- | ------ | ------ |
| КИХШ-2     | @     | 3 : 2  | 6 : 5  |
| ХК Нагария | 2 : 3 | @      | 10 : 3 |
| ХК Метула  | 5 : 6 | 3 : 10 | @      |

Время местное (UTC+2).
| 23 октября 2017 |  |  |  | Канада-Центр, Метула |

|  |  |  |  | Канада-Центр, МетулаАйс Пикс, Холон |

## Финальный турнир
Был проведён турнир, только для команд группы А.

### Турнир за 1 — 3 место
Было проведено 2 игры, с учётом встречи между командами, занявшими первое и второе места на предыдущем этапе.
| М | Команда            | И | В | ВО | ПО | П | ШЗ | ШП | РШ  | О |
| - | ------------------ | - | - | -- | -- | - | -- | -- | --- | - |
| 1 | Петах-Тиква Уингс  | 2 | 2 | 0  | 0  | 0 | 22 | 4  | +18 | 6 |
| 2 | Сильвер Фокс       | 2 | 1 | 0  | 0  | 1 | 8  | 13 | -5  | 3 |
| 3 | Айс Тайгерс Гедера | 2 | 0 | 0  | 0  | 2 | 3  | 16 | -13 | 0 |

| Команда            | 1        | 2      | 3        |
| ------------------ | -------- | ------ | -------- |
| Петах-Тиква Уингс  | @        | 12 : 2 | 10 : 2 * |
| Сильвер Фокс       | 2 : 12   | @      | 6 : 1    |
| Айс Тайгерс Гедера | 2 : 10 * | 1 : 6  | @        |

Игра, результат которой отмечен звёздочкой (*), была сыграна на первом этапе.

## Бомбардиры чемпионата
| Команда Team                                          | Игрок Player                              | Regular Season | Regular Season | Regular Season | Regular Season | Final Tournament | Final Tournament | Final Tournament | Final Tournament | TOTAL   | TOTAL   | TOTAL      | TOTAL  |
| Команда Team                                          | Игрок Player                              | Игры GP        | Шайбы G        | Передачи A     | Очки P         | Игры GP          | Шайбы G          | Передачи A       | Очки P           | Игры GP | Шайбы G | Передачи A | Очки P |
| ----------------------------------------------------- | ----------------------------------------- | -------------- | -------------- | -------------- | -------------- | ---------------- | ---------------- | ---------------- | ---------------- | ------- | ------- | ---------- | ------ |
| Петах-Тиква Уингс Petah Tikva Wings                   | Максим Буз Maxim Buz                      | 5              | 14             | 5              | 19             | 1                | 5                | 2                | 7                | 6       | 19      | 7          | 26     |
| Петах-Тиква Уингс Petah Tikva Wings                   | Рани Гуткин Rani Gutkin                   | 5              | 6              | 6              | 12             | 1                | 2                | 0                | 2                | 6       | 8       | 6          | 14     |
| Петах-Тиква Уингс Petah Tikva Wings                   | Марек Лебедев Marek Lebedev               | 5              | 3              | 9              | 12             | 1                | 3                | 0                | 3                | 6       | 6       | 9          | 15     |
| Петах-Тиква Уингс Petah Tikva Wings                   | Дмитрий Черняк Dmitry Cherniak            | 5              | 7              | 4              | 11             | 1                | 2                | 6                | 8                | 6       | 9       | 10         | 19     |
| Петах-Тиква Уингс Petah Tikva Wings                   | Владимир Каратаев Vladimir Karatiev       | 5              | 9              | 2              | 11             | 1                | 0                | 0                | 0                | 6       | 9       | 2          | 11     |
| Сильвер Фокс Silver Fox                               | Йотам Цамир Yotam Tsamir                  | 5              | 8              | 3              | 11             | 2                | 1                | 1                | 2                | 7       | 9       | 4          | 13     |
| Легион Ришон Legion Rishon                            | Владислав Джокаридзе Vladislav Djokaridze | 5              | 8              | 1              | 9              | 0                | 0                | 0                | 0                | 5       | 8       | 1          | 9      |
| Петах-Тиква Уингс Petah Tikva Wings                   | Дмитрий Гончаров Gontcharov, Dimitri      | 5              | 6              | 2              | 8              | 0                | 0                | 0                | 0                | 5       | 6       | 2          | 8      |
| Тартлес Бат-Ям/Холон HC Holon (Turtles Bat Yam/Holon) | Давид Ресслер Ressler, David Alexander    | 5              | 4              | 4              | 8              | 0                | 0                | 0                | 0                | 5       | 4       | 4          | 8      |
| Петах-Тиква Уингс Petah Tikva Wings                   | Станислав Криц Stanislav Kritz            | 5              | 2              | 5              | 7              | 0                | 0                | 0                | 0                | 5       | 2       | 5          | 7      |